# 6. August
Der 6. August ist der 218. Tag des gregorianischen Kalenders (der 219. in Schaltjahren), somit bleiben 147 Tage bis zum Jahresende.

## Ereignisse

### Politik und Weltgeschehen

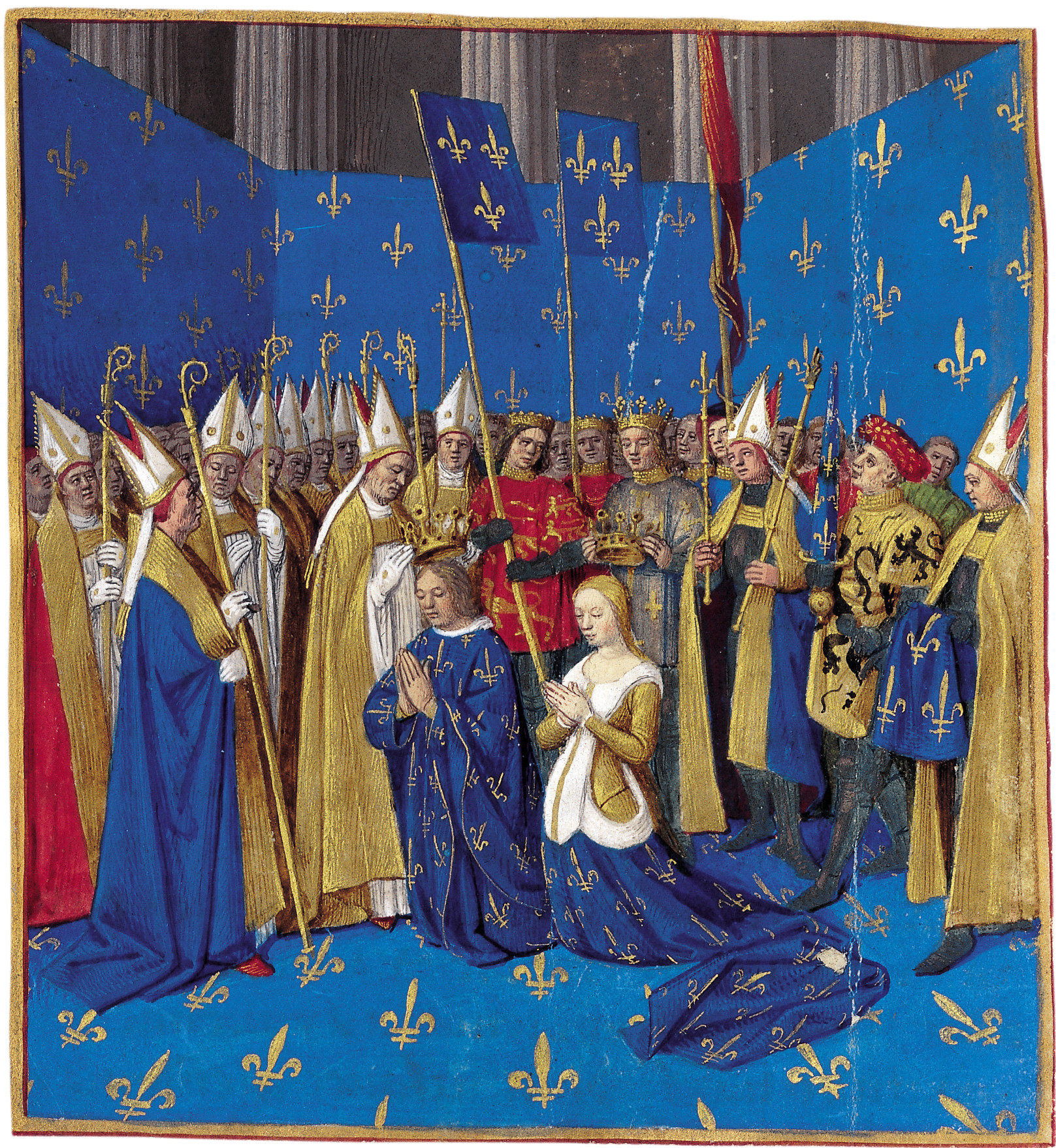
1223: Krönung Ludwigs VIII. und Blanka

- 1223: In der Kathedrale von Reims werden Ludwig VIII. und Blanka von Kastilien zum französischen Herrscherpaar gekrönt und gesalbt.
- 1284: Die Seeschlacht bei Meloria zwischen den „Seerepubliken“ Genua und Pisa gerät zur größten maritimen Auseinandersetzung im Mittelalter. Die Genuesen gewinnen und werden zu einer jahrzehntelang starken Seemacht im Mittelmeer.
- 1538: Gonzalo Jiménez de Quesada gründet die Stadt Bogotá am Ort der Chibcha-Stadt Bacatá (‚hochgelegenes Feld‘) unter dem Namen Santa Fe neu.
- 1566: Die Osmanen unter Süleyman I. beginnen mit der Belagerung von Szigetvár in Ungarn.

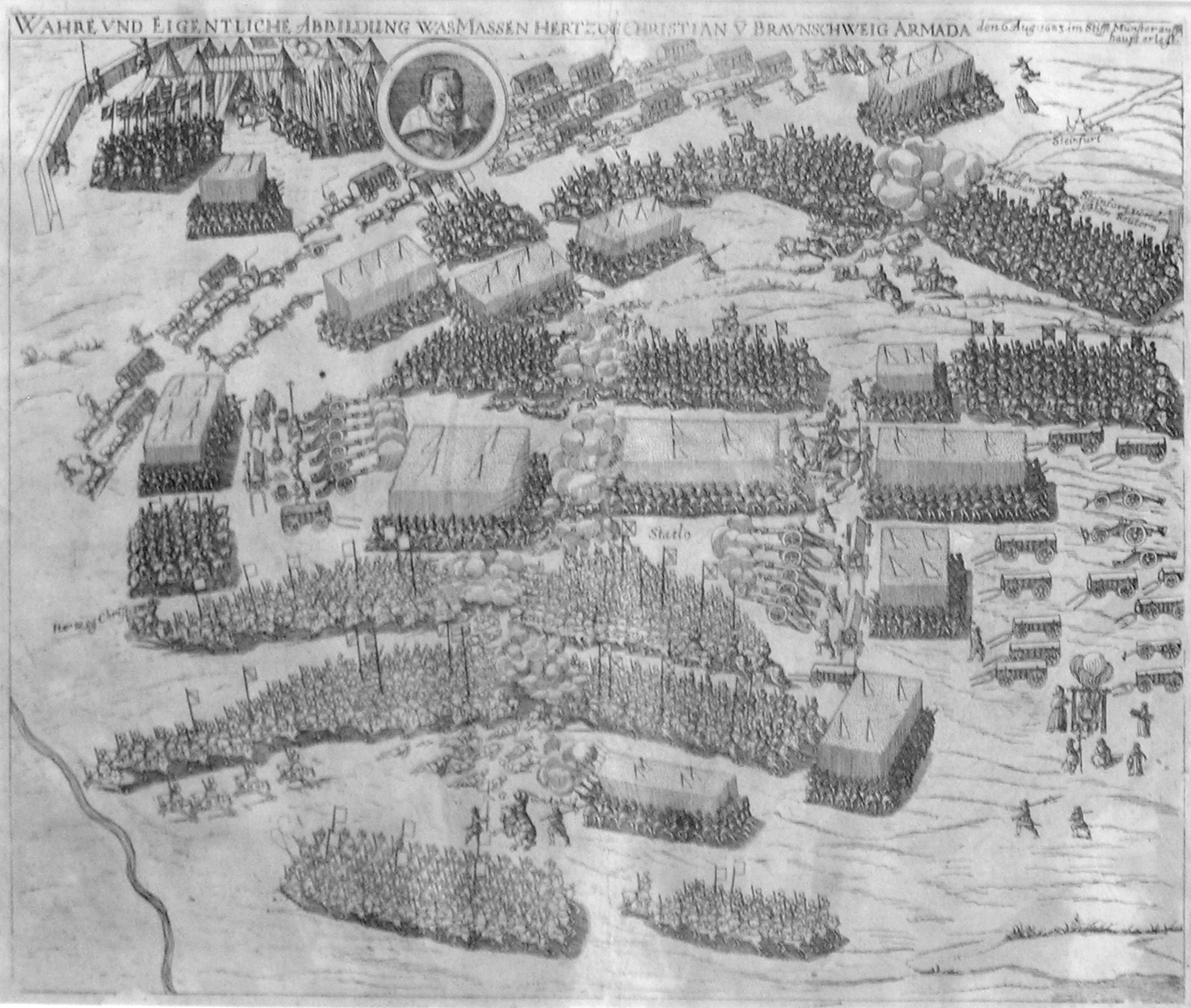
1623: Schlacht bei Stadtlohn

- 1623: Dreißigjähriger Krieg: Auf dem Weg in die Niederlande unterliegt Herzog Christian von Braunschweig-Wolfenbüttel mit seinen Söldnern in der Schlacht bei Stadtlohn dem Heer der Katholischen Liga unter dem Feldherrn Johann T’Serclaes von Tilly. Für diesen Sieg wird Tilly von Kaiser Ferdinand II. in den Grafenstand erhoben.
- 1628: Der Bamberger Bürgermeister Johannes Junius wird nach einem Geständnis unter Folter als Hexer auf dem Scheiterhaufen verbrannt.
- 1648: Um die Freilassung zuvor verhafteter regierungskritischer Richter zu erreichen, beginnt in Frankreich der Aufstand der Fronde.
- 1661: Im Vertrag von Den Haag beenden Portugal und die Niederlande ihre Auseinandersetzungen um die Rückgabe Niederländisch-Brasiliens. Den Portugiesen verbleibt dieser Besitz gegen Zahlung von 63 Tonnen Gold und das Überlassen ihrer Besitzungen in Ceylon und Indien.
- 1777: In der Schlacht von Oriskany während des Saratoga-Feldzuges im Amerikanischen Unabhängigkeitskrieg vernichtet ein britisches Expeditionskorps eine amerikanische Miliz-Einheit.
- 1793: Während der Französischen Revolution beginnt die Plünderung der Königsgräber von Saint-Denis in der Pariser Kathedrale von Saint-Denis. In einer mehrwöchigen Maßnahme werden die Leichname aus den Särgen geholt und in einem Massengrab beigesetzt.
- 1806: Franz II. legt den Titel Kaiser des Heiligen Römischen Reiches Deutscher Nation nieder und erklärt das Reich gleichzeitig für erloschen, um eine mögliche Wahl Napoleons zu seinem Nachfolger auszuschließen. Das Reich hört damit nach 844 Jahren auf zu existieren.
- 1813: Simón Bolívar erobert während der Unabhängigkeitskriege in Venezuela die Stadt Caracas von den Spaniern und ruft die Zweite Venezolanische Republik aus, die allerdings nur kurz Bestand hat.
- 1819: In Karlsbad beginnt die Karlsbader Konferenz zur Bekämpfung liberaler und nationaler Tendenzen in Deutschland.
- 1824: Simón Bolívar und Antonio José de Sucre schlagen die überlegenen spanischen Streitkräfte in der Schlacht von Junín.
- 1825: Nach der Vertreibung der Spanier erklärt sich die Provinz Alto Perú (Oberperu) unter dem Namen Bolivien für selbstständig. Revolutionsführer Simón Bolívar wird erster Präsident.
- 1838: Chile bricht den Friedensvertrag von Paucarpata mit Peru und eröffnet neue Kämpfe im Peruanisch-Bolivianischen Konföderationskrieg. Seine Truppen landen in der Stadt Ancón, die chilenische Flotte blockiert den Hafen Callao.
- 1849: Im Friedensvertrag von Mailand zwischen Österreich und Sardinien-Piemont erhält Österreich wieder die Kontrolle über Lombardo-Venetien.
- 1861: Lagos wird von Großbritannien annektiert und damit zu einer britischen Kronkolonie.
- 1870: In der Schlacht bei Wörth im Deutsch-Französischen Krieg besiegt Preußen Frankreich. Bei der Schlacht gibt es über 20.000 Tote und Verwundete auf beiden Seiten. In der Schlacht bei Spichern setzen sich am selben Tag preußische Einheiten unter schweren Verlusten gegen französische Verteidiger durch, die sich am Abend zurückziehen.
- 1875: Vier Verschwörer töten in Quito den wiedergewählten ecuadorianischen Präsidenten Gabriel García Moreno auf dem Weg von der Kathedrale zum Präsidentenpalast, als Moreno seine dritte Amtszeit antreten will.
- 1896: Das französische Protektorat Madagaskar wird zur Kolonie umgewandelt.
- 1901: In den Vereinigten Staaten wird in Oklahoma Land der Kiowa zur Besiedlung durch Weiße freigegeben und ihr Indianerreservat damit de facto aufgelöst.
- 1914: Erster Weltkrieg: Die österreichisch-ungarische Regierung erklärt Russland den Krieg. Gleichzeitig erfolgt die Kriegserklärung Serbiens an das Deutsche Reich.
- 1915: Truppen der Entente führen eine Landung in der Suvla Bucht (Türkei) durch, scheitern aber in den folgenden Tagen im Gefecht bei Sarı Bayır an der Einnahme der wichtigen Höhenzüge.
- 1917: In Rumänien beginnt die Schlacht von Mărășești, die mehrere Wochen dauert und als „rumänisches Verdun“ in die Geschichte eingeht.
- 1940: Nach Lettland und Litauen wird nun auch Estland von der Sowjetunion besetzt.
- 1943: In der Schlacht im Vella-Golf treffen vor Mitternacht im Pazifikkrieg sechs Zerstörer der US-Marine auf vier japanische Zerstörer. Im anschließenden Torpedoduell werden drei japanische Schiffe versenkt, das vierte entgeht der Vernichtung.

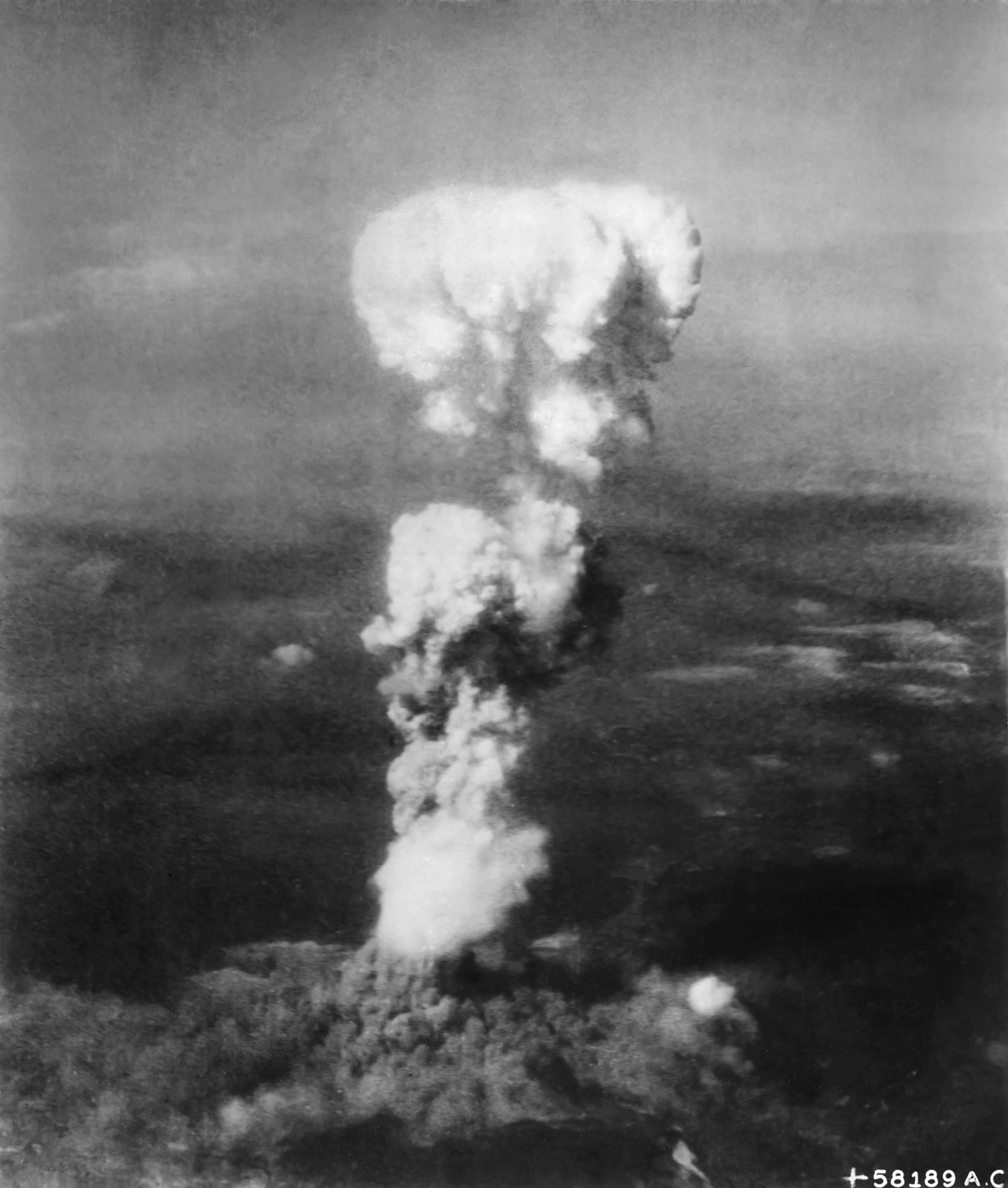
1945: Atompilz über Hiroshima

- 1945: Der US-amerikanische Bomber Enola Gay mit dem Piloten Paul Tibbets wirft über der japanischen Stadt Hiroshima Little Boy ab, die erste je in einem Krieg eingesetzte Atombombe. 90.000 bis 200.000 Menschen sind sofort tot. Die Überlebenden der Atombombenabwürfe auf Hiroshima und Nagasaki werden in Japan als Hibakusha bezeichnet.
- 1950: In Stuttgart wird die tags zuvor von Vertretern der Vertriebenenverbände unterzeichnete Charta der deutschen Heimatvertriebenen feierlich proklamiert.
- 1962: Jamaika wird von Großbritannien unabhängig und ist seither Mitglied des Commonwealth of Nations.
- 1965: In den Vereinigten Staaten werden diskriminierende Praktiken bei der Registrierung von Wählern landesweit gesetzlich untersagt.
- 1990: Mit der Resolution 661 des UN-Sicherheitsrates werden wegen des Einmarsches in Kuwait Wirtschaftssanktionen gegen den Irak verhängt.
- 2008: Durch einen Militärputsch wird Mauretaniens Staatspräsident Sidi Mohamed Ould Cheikh Abdallahi gestürzt und unter Hausarrest gestellt. Neuer Machthaber wird General Mohamed Ould Abdel Aziz.
- 2011: Die Eskalation einer zunächst friedlichen Demonstration in London markiert den Beginn mehrtägiger Ausschreitungen in England.

### Wirtschaft
- 1791: Preußens König Friedrich Wilhelm II. weiht in Berlin das noch nicht ganz fertiggestellte Brandenburger Tor ein. Es wird von ihm für den allgemeinen Verkehr freigegeben.
- 1919: Der Staatenausschuss billigt den Gesetzesentwurf für den Aufbau der Reichsfinanzverwaltung. Es ist das erste von 16 Gesetzen, mit denen das umfangreichste Reformwerk der deutschen Steuer- und Finanzgeschichte eingeleitet wird.
- 1932: Der Kölner Oberbürgermeister Konrad Adenauer weiht die erste öffentliche Autobahn Deutschlands, die heutige A 555, zwischen Köln und Bonn ein. Sie wurde von 1929 bis 1932 erbaut.

### Wissenschaft und Technik
- 1868: Als Scuola Superiore di Commercio (Hochschule für Handel) wird die spätere Universität Venedig gegründet.

1893: Kanal von Korinth

- 1893: Der Kanal von Korinth wird für den Schiffsverkehr geöffnet. Er erspart Schiffen bis etwa 8 Meter Tiefgang den Seeweg um den Peloponnes.
- 1932: Der Wellandkanal zwischen Eriesee und Ontariosee wird eröffnet.
- 1961: Im Raumschiff Wostok 2 startet German Stepanowitsch Titow zum zweiten orbitalen Raumflug.
- 1966: In Lissabon wird die Salazar-Brücke über den Tejo eingeweiht. Als Vorbild der Hängebrücke diente die San Francisco Bay Bridge.
- 1991: Tim Berners-Lee stellt in einem Beitrag zur Newsgroup alt.hypertext das Projekt World Wide Web als Hypertext-Dienst im Internet vor.
- 2002: Die indischen Wissenschaftler Manindra Agrawal, Neeraj Kayal und Nitin Saxena veröffentlichen die Abhandlung PRIMES is in P, in der der von ihnen entdeckte AKS-Primzahltest vorgestellt wird, der untersucht, ob eine Zahl eine Primzahl ist oder nicht.
- 2012: Der im Rahmen der NASA-Mission Mars Science Laboratory ausgesetzte Rover „Curiosity“ landet erfolgreich auf dem Mars und sendet erste Bilder von der Landschaft des Nachbarplaneten.

### Kultur

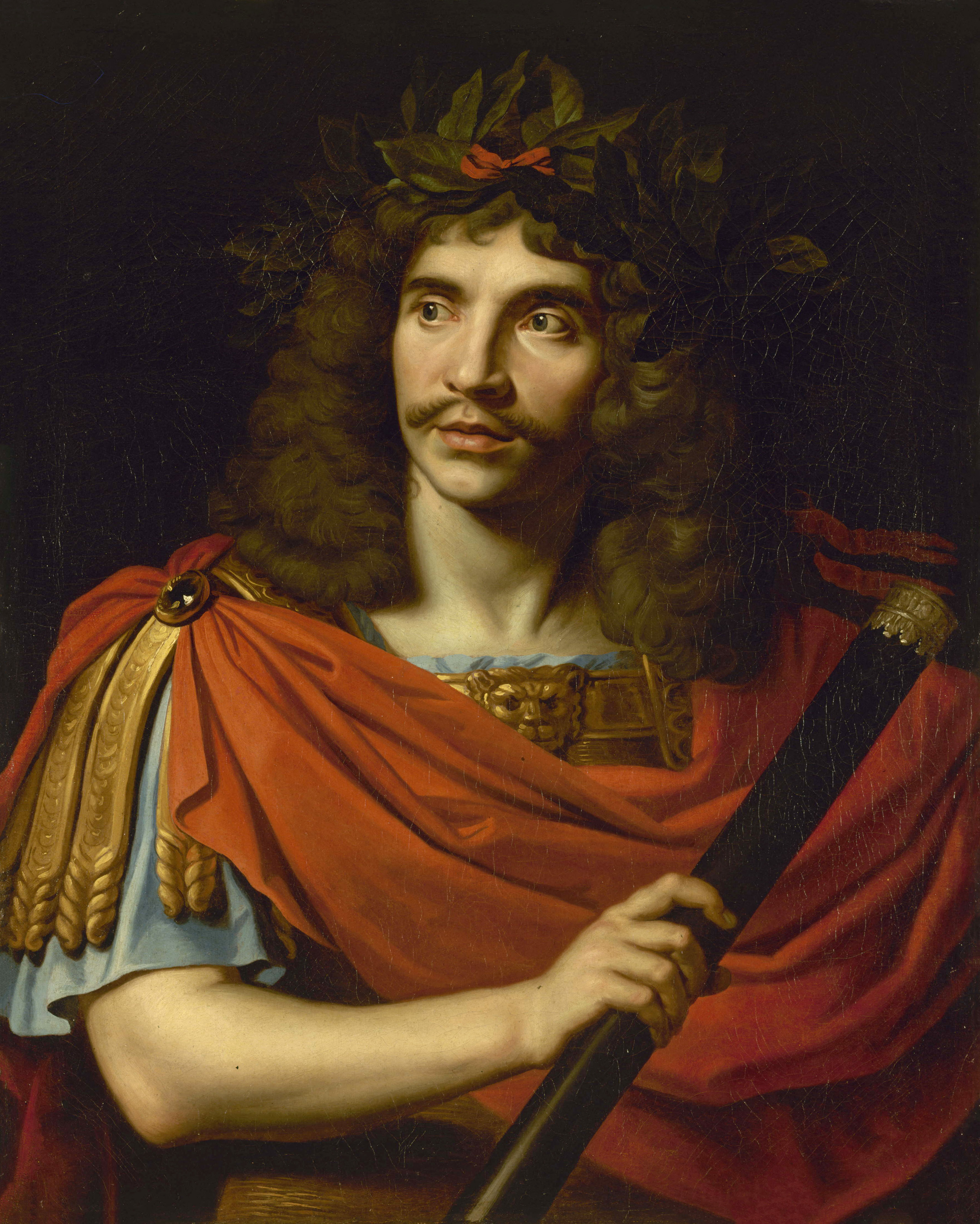
1666: Molière

- 1666: Die Komödie Der Arzt wider Willen (französisch Le médecin malgré lui) von Molière hat ihre Uraufführung im Palais Royal in Paris. Das Stück verbindet Elemente der italienischen Commedia dell’arte mit der französischen Farce und dem mittelalterlichen Fabliau.
- 1932: Die Filmfestspiele von Venedig werden erstmals veranstaltet.
- 1947: Die Uraufführung der Oper Dantons Tod von Gottfried von Einem findet bei den Salzburger Festspielen statt.
- 1965: Help!, das fünfte Album der Beatles und Soundtrack zum gleichnamigen Film, erscheint.
- 1966: Die Oper Die Bassariden von Hans Werner Henze wird bei den Salzburger Festspielen uraufgeführt.

### Gesellschaft

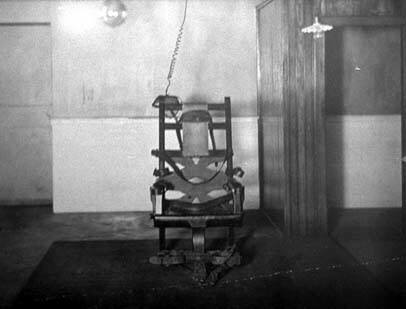
1890: Elektrischer Stuhl

- 1890: Der Mörder William Kemmler wird im Gefängnis von Auburn, New York, als erster Mensch auf einem Elektrischen Stuhl hingerichtet.

### Religion
- 0070: Der Tempeldienst im Jerusalemer Tempel kann infolge des Jüdischen Krieges nicht mehr durchgeführt werden. Damit endet der etwa tausendjährige auf den Tempel ausgerichtete Kultbetrieb der Juden.
- 1457: Papst Callistus III. nimmt nach dem Sieg über die Türken bei der Belagerung von Belgrad (1456) das Fest der Verklärung des Herrn (Transfiguration) in den liturgischen Kalender der lateinischen Kirche auf. („In Transfiguratione Domini Nostri Iesu Christi“).
- 1492: Nach dem Tod von Papst Innozenz VIII. beginnt im Vatikan das Konklave zur Wahl eines Nachfolgers.
- 1623: Der italienische Kardinal Maffeo Barberini wird vom Konklave zum Papst gewählt und nimmt den Namen Urban VIII. an.
- 1964: Innsbruck erhält eine Diözese.
- 2000: Die Kongregation für die Glaubenslehre der römisch-katholischen Kirche unter Kardinal Ratzinger gibt das Dokument Dominus Iesus, Über die Einzigkeit und die Heilsuniversalität Jesu Christi und der Kirche heraus, in dem das traditionelle römisch-katholische Verständnis von Kirche erläutert und bekräftigt wird.

### Katastrophen
- 1997: Eine Boeing 747-300 der Korean Air stürzt beim Landeanflug auf Guam ab. 228 der 254 Insassen werden getötet.

Kleinere Unglücksfälle sind in den Unterartikeln von Katastrophe und in der Liste von Katastrophen aufgeführt.

### Sport

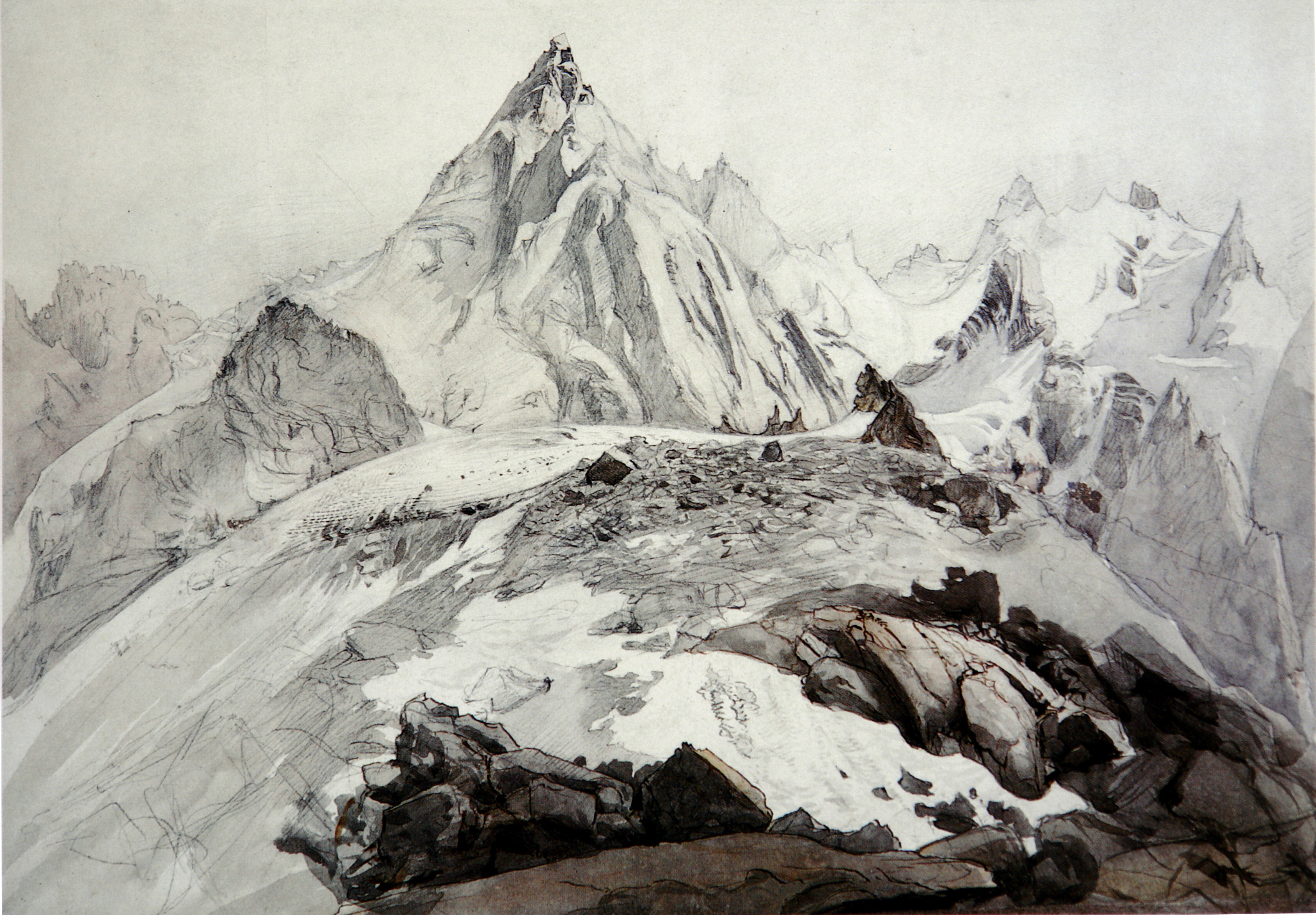
1874: Aiguille de Blaitière

- 1874: E. R. Whitwell und C. und J. Lauener gelingt die Erstbesteigung des Aiguille de Blaitière im Mont-Blanc-Massiv.
- 1926: Die US-Amerikanerin Gertrude Ederle durchschwimmt als erste Frau den Ärmelkanal und benötigt dazu 14 Stunden und 39 Minuten.
- 1958: Die Italiener Walter Bonatti und Carlo Mauri stehen als erste Bergsteiger auf dem Gipfel des Gasherbrum IV im Karakorum-Gebirge.
- 2008: Bereits zwei Tage vor Eröffnung der Olympischen Sommerspiele in Peking beginnt das olympische Fußballturnier der Frauen mit sechs Vorrundenspielen.

Einträge von Leichtathletik-Weltrekorden befinden sich unter der jeweiligen Disziplin unter Leichtathletik.

## Geboren

### Vor dem 18. Jahrhundert
- 1180: Go-Toba, Kaiser von Japan
- 1475: Johannes de Witte, flämischer Dominikaner
- 1501: Hieronymus Froben, Schweizer Buchdrucker und Verleger
- 1504: Matthew Parker, englischer Geistlicher, Erzbischof von Canterbury
- 1582: Wolfgang Schaller, deutscher Mediziner
- 1591: Georg Wilhelm, Pfalzgraf und Herzog von Zweibrücken-Birkenfeld
- 1594: Franz Peter König, Schweizer Söldnerführer und Kommunalpolitiker, Schultheiss von Freiburg i. Üe.
- 1605: Johann Philipp von Schönborn, Fürstbischof von Würzburg, Erzbischof von Mainz, Bischof von Worms

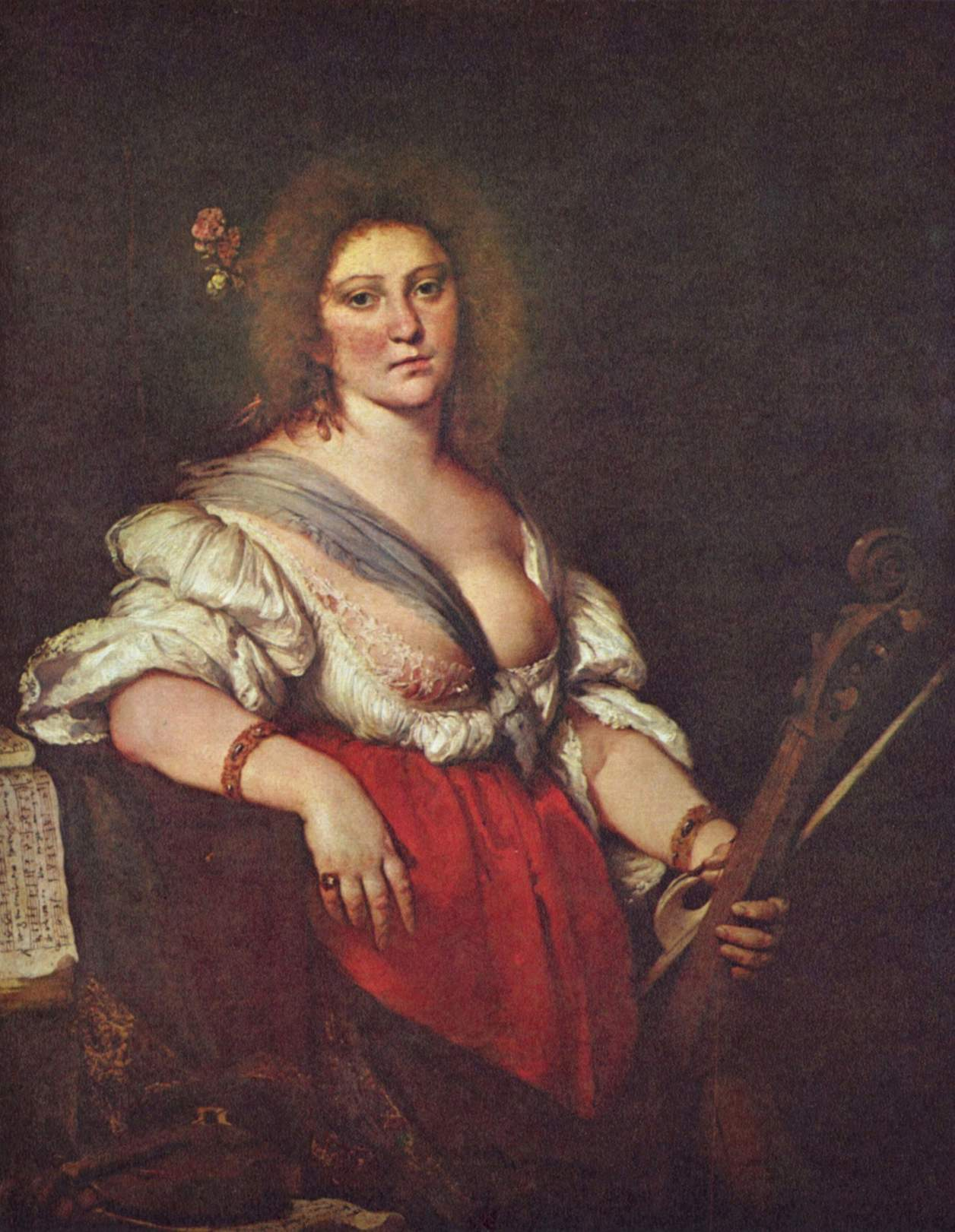
Barbara Strozzi (* 1619)

- 1619: Barbara Strozzi, italienische Sängerin und Komponistin (Taufdatum)
- 1638: Nicolas Malebranche, französischer Philosoph
- 1644: Louise de La Vallière, Mätresse Ludwigs XIV.
- 1651: François Fénelon, französischer Geistlicher und Schriftsteller, Erzbischof von Cambrai
- 1651: Carl Gustaf Rehnskiöld, schwedischer Militär, Gouverneur von Schonen, Feldmarschall
- 1664: Froben Ferdinand, Fürst zu Fürstenberg, kaiserlicher Prinzipalkommissar am Reichstag zu Regensburg
- 1664: Johann Christoph Schmidt, deutscher Komponist
- 1666: Marie Sophie von der Pfalz, Königin von Portugal
- 1667: Johann I Bernoulli, Schweizer Mathematiker
- 1673: Henry Fitzjames, englischer Adliger, illegitimer Sohn König Jakobs II., Marineoffizier in französischen Diensten
- 1674: Jonathan Law, britischer Kolonialbeamter, Gouverneur der Colony of Connecticut
- 1682: Louis de Bourbon, duc de Bourgogne, Herzog von Burgund
- 1697: Karl VII., Kurfürst und Herzog von Bayern, Kaiser des Heiligen Römischen Reiches
- 1697: Nicola Salvi, italienischer Architekt

### 18. Jahrhundert
- 1713: Balthasar Freiwiß, deutscher Orgelbauer
- 1715: Ernst Martin Chladni, deutscher Jurist
- 1715: Luc de Clapiers, Marquis de Vauvenargues, französischer Philosoph und Schriftsteller
- 1716: Karl Joseph von Firmian, Südtiroler Adliger, Kunstsammler und Politiker, österreichischer Gesandter in Neapel, Generalgouverneur der Lombardei
- 1718: Joseph Jacob Murray de Melgum, schottischer Adliger, habsburgischer Feldzeugmeister und österreichischer Freiherr bzw. Graf
- 1729: Johann Friedrich Münch, Schweizer Kommunalpolitiker
- 1733: Gian Alfonso Oldelli, Schweizer Kapuziner, Hochschullehrer und Heimatforscher
- 1735: Carl Christoph von Hoffmann, preußischer Geheimrat, Kanzler der Halleschen Universität
- 1738: Hayashi Shihei, japanischer Samurai und Gelehrter
- 1739: Caetano de Lemos Telo de Meneses, portugiesischer Kolonialverwalter, Gouverneur von Portugiesisch-Timor
- 1741: John Wilson, britischer Mathematiker
- 1742: Christian Gottlieb Kluge der Jüngere, deutscher Theologe und Pädagoge
- 1744: Johann Andreas Gärtner, deutscher Architekt
- 1747: Johann Friedrich Alexander Thiele, sächsischer Maler und Radierer
- 1751: Karl Ludwig Nitzsch, deutscher Theologe

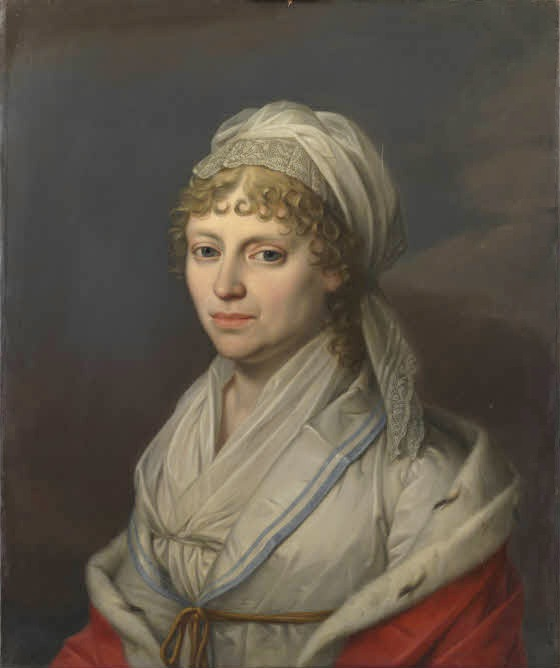
Luise von Sachsen-Meiningen (* 1752)

- 1752: Luise von Sachsen-Meiningen, Landgräfin von Hessen-Philippsthal-Barchfeld
- 1758: Johann Ernst von Alvensleben, deutscher Staatsmann, Domdechant von Halberstadt, Mitglied der Reichsstände des Königreichs Westphalen, Minister in Braunschweig
- 1766: William Hyde Wollaston, britischer Arzt, Physiker und Chemiker
- 1768: Jean-Baptiste Bessières, französischer Offizier, Marschall, Herzog von Istrien
- 1768: Josef Derossi, österreichischer Schauspieler
- 1769: Bernhard Jacob Friedrich von Halem, preußischer und französischer Beamter und Übersetzer
- 1775: Daniel O’Connell, irischer Freiheitskämpfer
- 1775: Louis-Antoine de Bourbon, duc d’Angoulême, französischer Prinz und Offizier, ältester Sohn König Karls X., letzter Dauphin Frankreichs
- 1782: Hermann Diedrich Piepenstock, deutscher Kaufmann und Fabrikant
- 1784: Heinrich Hössli, Schweizer Autor
- 1784: Ernst Peter Johann Spangenberg, deutscher Jurist
- 1785: Johann Andreas Schmeller, deutscher Germanist und Sprachforscher
- 1789: Friedrich List, deutscher Wirtschaftstheoretiker und Unternehmer, Vorkämpfer für den Deutschen Zollverein und das Eisenbahnwesen, MdL
- 1795: Heinrich Rose, deutscher Mineraloge und analytischer Chemiker
- 1800: Franz Xaver Bobleter, österreichischer Maler

### 19. Jahrhundert

#### 1801–1850
- 1802: Henrich Ramme, deutscher Landwirt, Polizeiinspektor, Bürgermeister und Politiker
- 1803: Wilhelm von Merckel, deutscher Jurist, Kammergerichtsrat und Schriftsteller
- 1804: Justinus van der Brugghen, niederländischer Staatsmann
- 1804: Christian Friedrich Göthel, deutscher Orgelbauer
- 1808: Carl Hesse, deutscher Orgelbauer in Wien und Triest

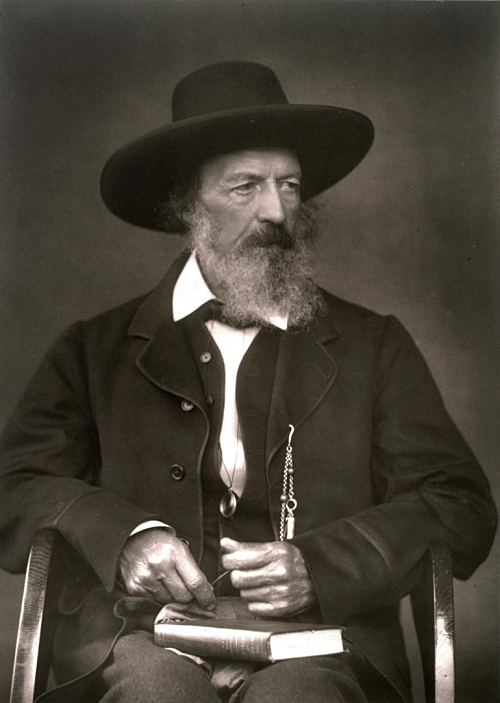
Alfred Tennyson (* 1809)

- 1809: Alfred Tennyson, 1. Baron Tennyson, britischer Dichter
- 1811: Judah Philip Benjamin, US-amerikanischer Politiker, Justiz-, Kriegs- und Außenminister
- 1813: Karl Aulenbach, deutscher Dichter
- 1816: Thomas Russell Crampton, britischer Maschinenbauer und Ingenieur
- 1819: Preston Brooks, US-amerikanischer Politiker
- 1820: Donald Smith, 1. Baron Strathcona and Mount Royal, kanadischer Unternehmer, Politiker und Diplomat
- 1820: Louis Christiaan van Goudoever, niederländischer Mediziner
- 1820ː Amalie Gräfin zu Solms, deutsche Mäzenatin
- 1824: William Palmer, britischer Serienmörder
- 1825: Heinrich von Dehn-Rotfelser, deutscher Architekt
- 1825: Ludwig Passarge, deutscher Reiseschriftsteller, Übersetzer und Herausgeber
- 1826: Rolf Boldrewood, australischer Autor
- 1826ː Marie Kurz, deutsche Adlige, Revolutionärin 1848/49
- 1826: Marie von Wartenberg, deutsche Malerin

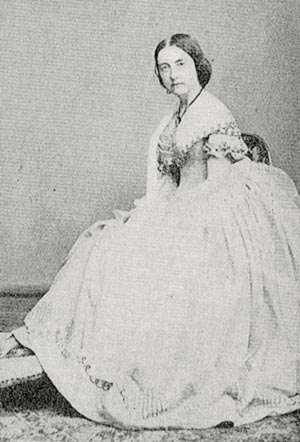
Lotten von Kræmer (* 1828)

- 1828: Lotten von Kræmer, schwedische Dichterin, Philanthropin und Frauenrechtlerin
- 1831: Hermann Tessendorf, deutscher Staatsanwalt
- 1832: Julius Hennicke, deutscher Architekt

Alexander Achilles (* 1833)

- 1833: Alexander Achilles, deutscher Jurist und Reichsgerichtsrat
- 1833: George Augustus Graham, britischer Offizier und Kynologe
- 1835: Jewett W. Adams, US-amerikanischer Politiker, Gouverneur des Bundesstaates Nevada
- 1835: Carl Lossow, deutscher Historienmaler
- 1836: Petrus von Hötzl, Bischof von Augsburg
- 1838: José Cos y Macho, Erzbischof von Valladolid und Kardinal
- 1839: Raimund Stillfried von Rathenitz, österreichischer Offizier, Maler und Fotograf
- 1840: Camille Crémer, französischer General
- 1841: Florence Baker, britische Afrikaforscherin
- 1844: Alfred, deutscher Adeliger, Herzog von Sachsen-Coburg
- 1844: Christian Gottlob Schmidt, deutscher Unternehmer
- 1845: Achille D’Orsi, italienischer Bildhauer
- 1848: Franz Arndt, deutscher evangelischer Theologe

#### 1851–1900
- 1851: Karl Gronen, preußischer General
- 1851: Heinrich Welzhofer, deutscher Gymnasiallehrer, Historiker und Dramatiker
- 1852: Arnold Mathew, britischer Priester und Erzbischof der Alt-katholischen Kirche
- 1853: Otto Beutler, deutscher Jurist, Politiker, Oberbürgermeister von Dresden
- 1854: August Gudewill, deutscher Bankier und Stifter
- 1855: Robert Henry Charles, irisch-englischer Bibelwissenschaftler und Theologe
- 1855: Otto Liebetrau, deutscher Kommunalpolitiker
- 1855: Hermann Müller-Bohn, deutscher Lehrer und Schriftsteller
- 1856: Apollinari Michailowitsch Wasnezow, russischer Maler
- 1857: Christian Wilhelm Allers, deutscher Maler, Zeichner und Illustrator
- 1857: Carl Bantzer, deutscher Maler des Impressionismus und Kunstschriftsteller
- 1857: Ludwig von Höhnel, österreichischer Marineoffizier, Afrikaforscher und Geograph
- 1859: Arthur Berson, deutscher Meteorologe
- 1859: Alfred Hettner, deutscher Geograph

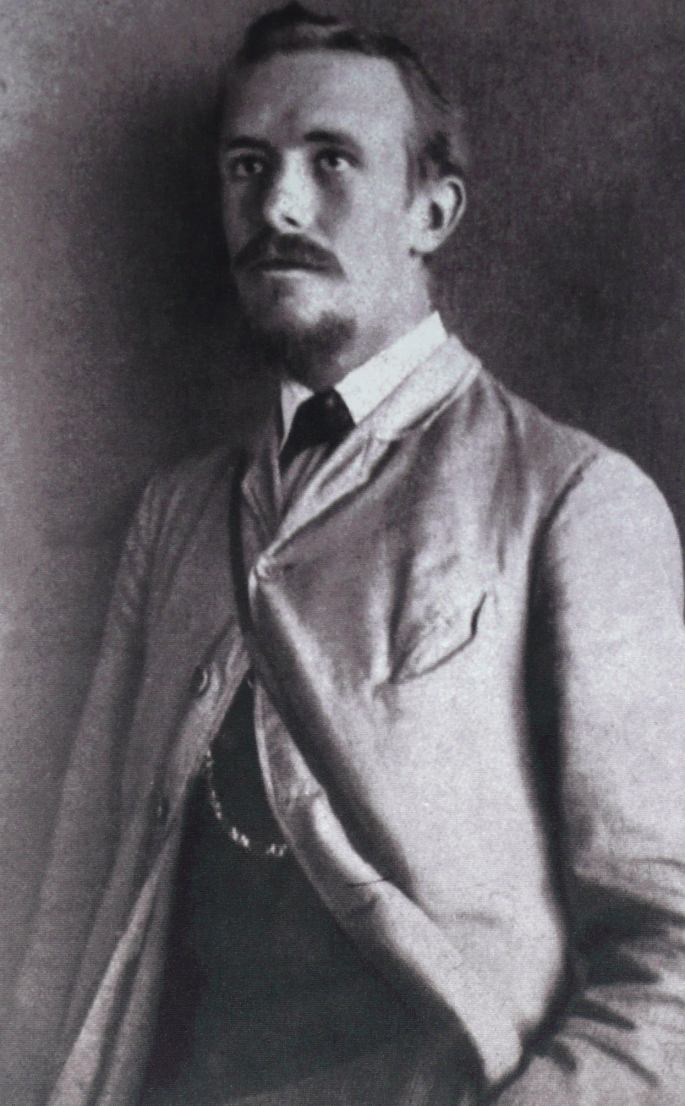
Carl Schuchhardt (* 1859)

- 1859: Carl Schuchhardt, deutscher Prähistoriker
- 1860: Francesco Paolo Frontini, italienischer Komponist

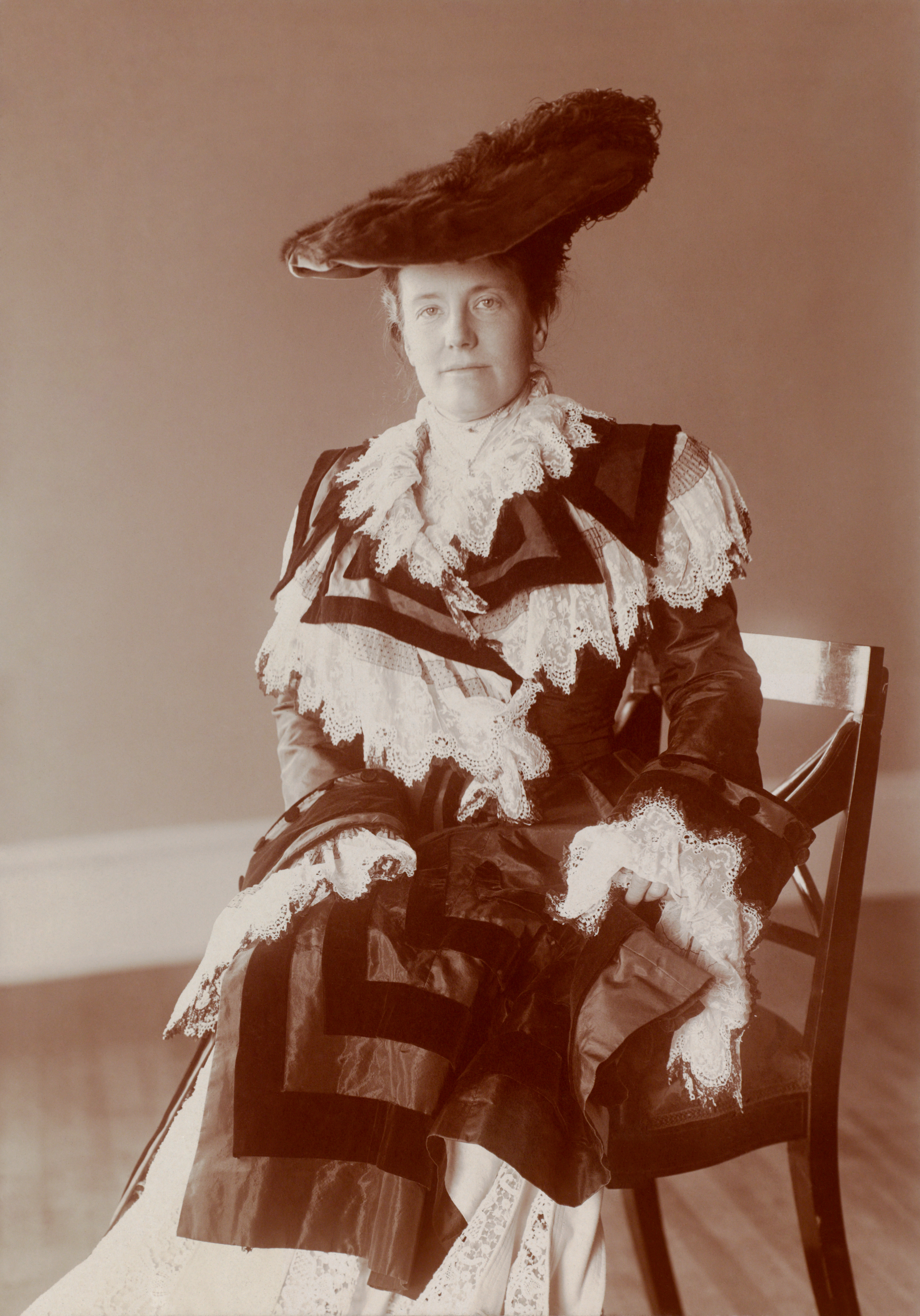
Edith Roosevelt (* 1861)

- 1861: Edith Roosevelt, zweite Gattin des US-Präsidenten Theodore Roosevelt
- 1864: Giovanni Anfossi, italienischer Komponist, Pianist und Musikpädagoge
- 1865: Hannah Chaplin, britische Tänzerin und Sängerin
- 1865: Fred T. Jane, britischer Seekriegshistoriker
- 1865: Käthe Schirmacher, deutsche Frauenrechtlerin
- 1866: Allan Lard, US-amerikanischer Golfer
- 1868: Paul Claudel, französischer Schriftsteller und Diplomat
- 1869: Karl von Düwell, deutscher königlich-bayerischer Offizier
- 1871: Heinrich Bosse, deutsch-baltischer Geistlicher und evangelischer Märtyrer
- 1873: Mary Carr Moore, US-amerikanische Komponistin
- 1875: Edward Cucuel, US-amerikanischer Maler und Illustrator
- 1876: Julius Wallot, deutscher Physiker
- 1876: Mortimer Wilson, US-amerikanischer Komponist
- 1877: Hanns Mießner, deutscher Komponist, Organist, Dirigent und Chorleiter
- 1880: Hans Moser, österreichischer Schauspieler
- 1881: Alexander Fleming, britischer Bakteriologe, Entdecker des Penicillins, Nobelpreisträger
- 1882: Kurt Lilien, deutscher Schauspieler
- 1883: Isabel Bolton, US-amerikanische Schriftstellerin

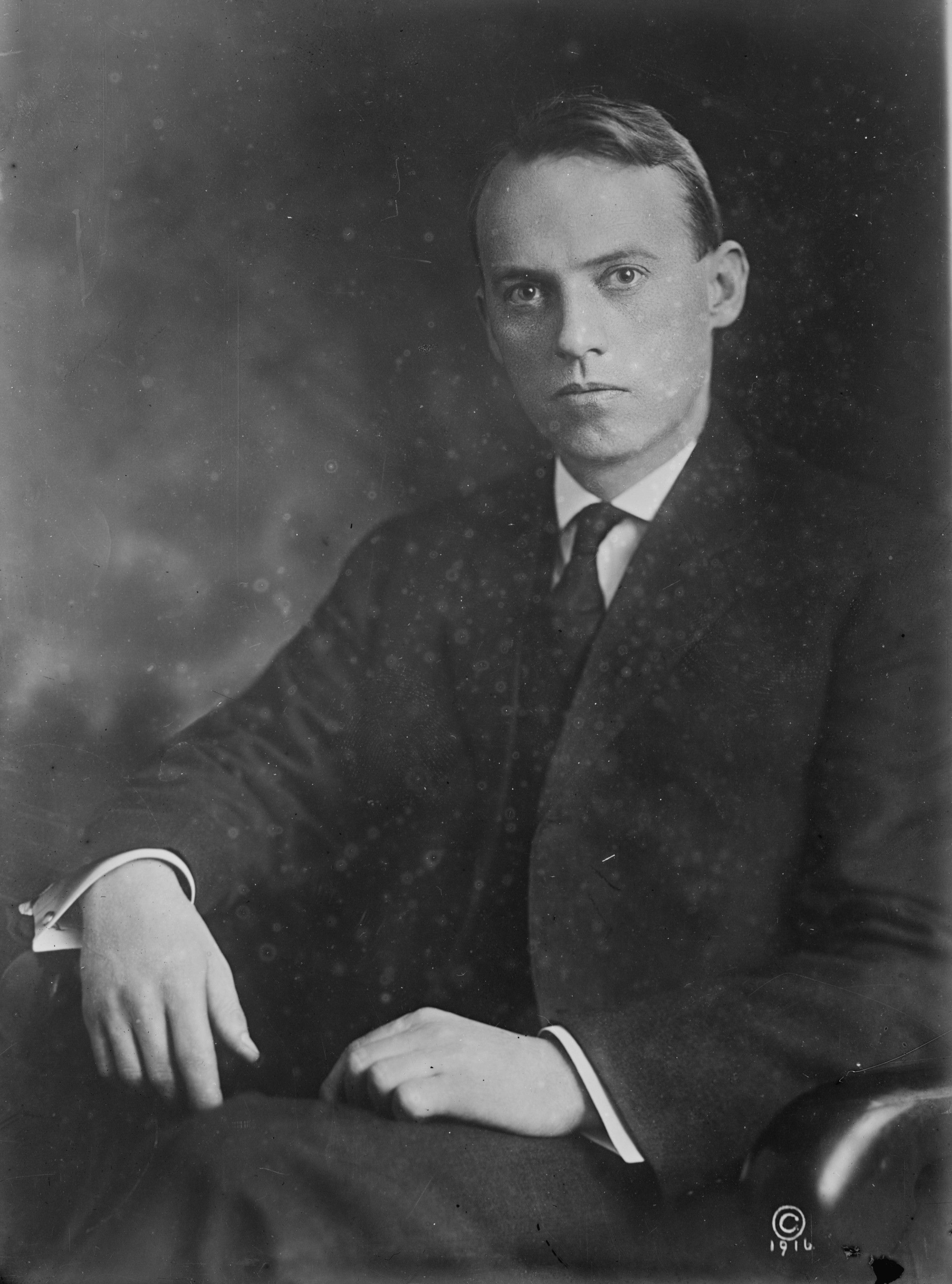
Scott Nearing (* 1883)

- 1883: Scott Nearing, US-amerikanischer Umweltschützer, Pädagoge und Schriftsteller
- 1887: Dudley Benjafield, britischer Arzt und Automobilrennfahrer
- 1887: Oliver Wallace, britisch-US-amerikanischer Komponist und Dirigent
- 1888: Arthur Fields, US-amerikanischer Sänger
- 1888: Heinrich Schlusnus, deutscher Opern- und Konzertsänger
- 1889: Ernest Arend, luxemburgischer Fußballspieler
- 1889: David Hofstein, sowjetisch-jiddischer Schriftsteller, Lyriker und Übersetzer
- 1890: Alexander Schapiro, ukrainischer Anarchist
- 1891: Hans Mersmann, deutscher Musikforscher
- 1892: Paul Artaria, Schweizer Architekt und Ausbilder von Gestaltern
- 1892: Elma Grohs-Hansen, deutsche Bildhauerin und Textilkünstlerin
- 1894ː Paula Fürst, deutsche Pädagogin, Opfer der Shoa
- 1895: Johann Frers, deutscher Chemiker
- 1895: Ernesto Lecuona, kubanischer Komponisten und Musiker
- 1896: Margarethe Hauschka, deutsche Ärztin und Anthroposophin
- 1896: Cyril J. Mockridge, britisch-amerikanischer Filmmusikkomponist
- 1897: Uno Åhrén, schwedischer Architekt und Stadtplaner
- 1897: William Slim, 1. Viscount Slim, britischer Feldmarschall, Generalgouverneur von Australien
- 1900: Willie Brown, US-amerikanischer Blues-Musiker
- 1900: Jiří Weil, tschechischer Schriftsteller und Literaturkritiker

### 20. Jahrhundert

#### 1901–1925

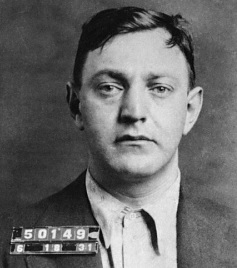
Dutch Schultz (* 1902)

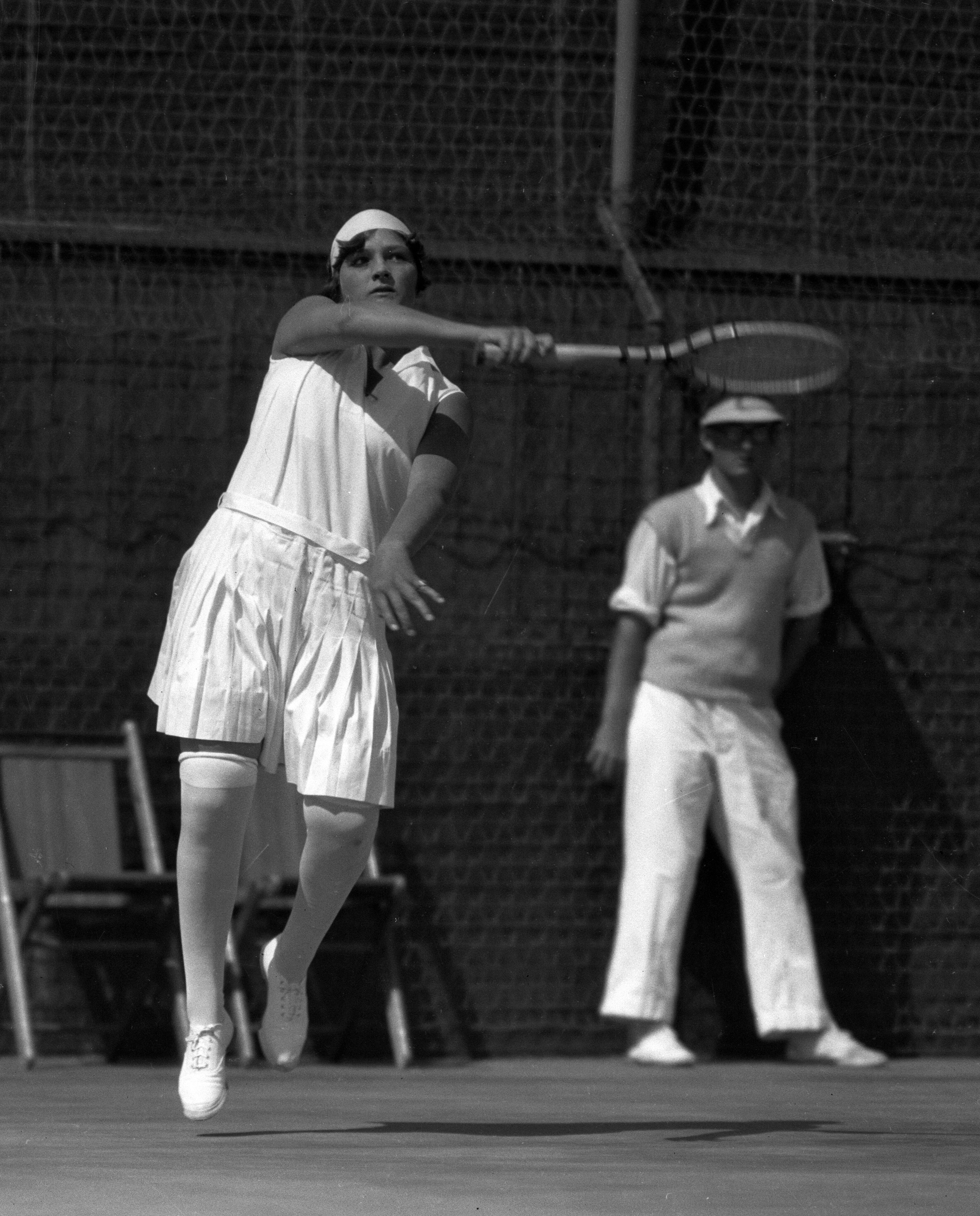
Helen Jacobs (* 1908)

- 1901: Claude Autant-Lara, französischer Filmregisseur
- 1901: Paula Banholzer, Jugendliebe von Bertolt Brecht
- 1902: Helmut Kraatz, deutscher Mediziner
- 1902ː Josephine Odenthal, deutsche Gerechte unter den Völkern
- 1902: Dutch Schultz, US-amerikanischer Krimineller
- 1902: Michal Vilec, slowakischer Komponist, Dirigent und Pianist
- 1903: Eduard Aigner, deutscher Maler
- 1904: Tichon Alexandrowitsch Rabotnow, russischer Geobotaniker und Universitätsprofessor
- 1904: Jean Zay, französischer Politiker
- 1906: Georg Krug, deutscher Landwirt und Politiker, MdB
- 1906: Aarne Reini, finnischer Ringer
- 1908: Helen Jacobs, US-amerikanische Tennisspielerin
- 1908: Rufino Jiao Santos, Erzbischof von Manila und Kardinal
- 1908: Svend Erik Tarp, dänischer Komponist
- 1910: Nikolai Budaschkin, russischer Komponist und Musikprofessor
- 1910ː Marion Keller, deutsche Journalistin, Drehbuchautorin und Filmregisseurin
- 1910: Erich Schmidt, deutscher Kirchenmusiker
- 1910: Friedrich Schröder, deutscher Komponist

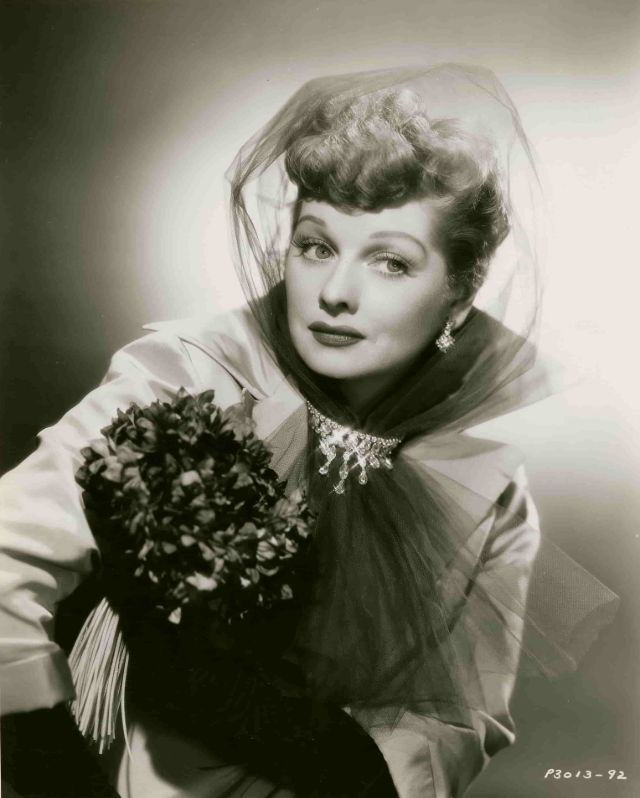
Lucille Ball (* 1911)

- 1911: Lucille Ball, US-amerikanische Schauspielerin
- 1911: Annibale Frossi, italienischer Fußballspieler und -trainer
- 1911: Kadidja Wedekind, deutsche Schauspielerin, Kritikerin und Illustratorin
- 1914: Gordon Freeth, australischer Politiker
- 1914: Benedict Nicolson, britischer Kunsthistoriker und Redakteur
- 1915: Jacques Abram, US-amerikanischer Pianist und Musikpädagoge
- 1915: Geraldine von Apponyi, Königin von Albanien
- 1916: Dom Mintoff, maltesischer Politiker
- 1916: Ernst Schwarz, österreichischer Sinologe und Übersetzer

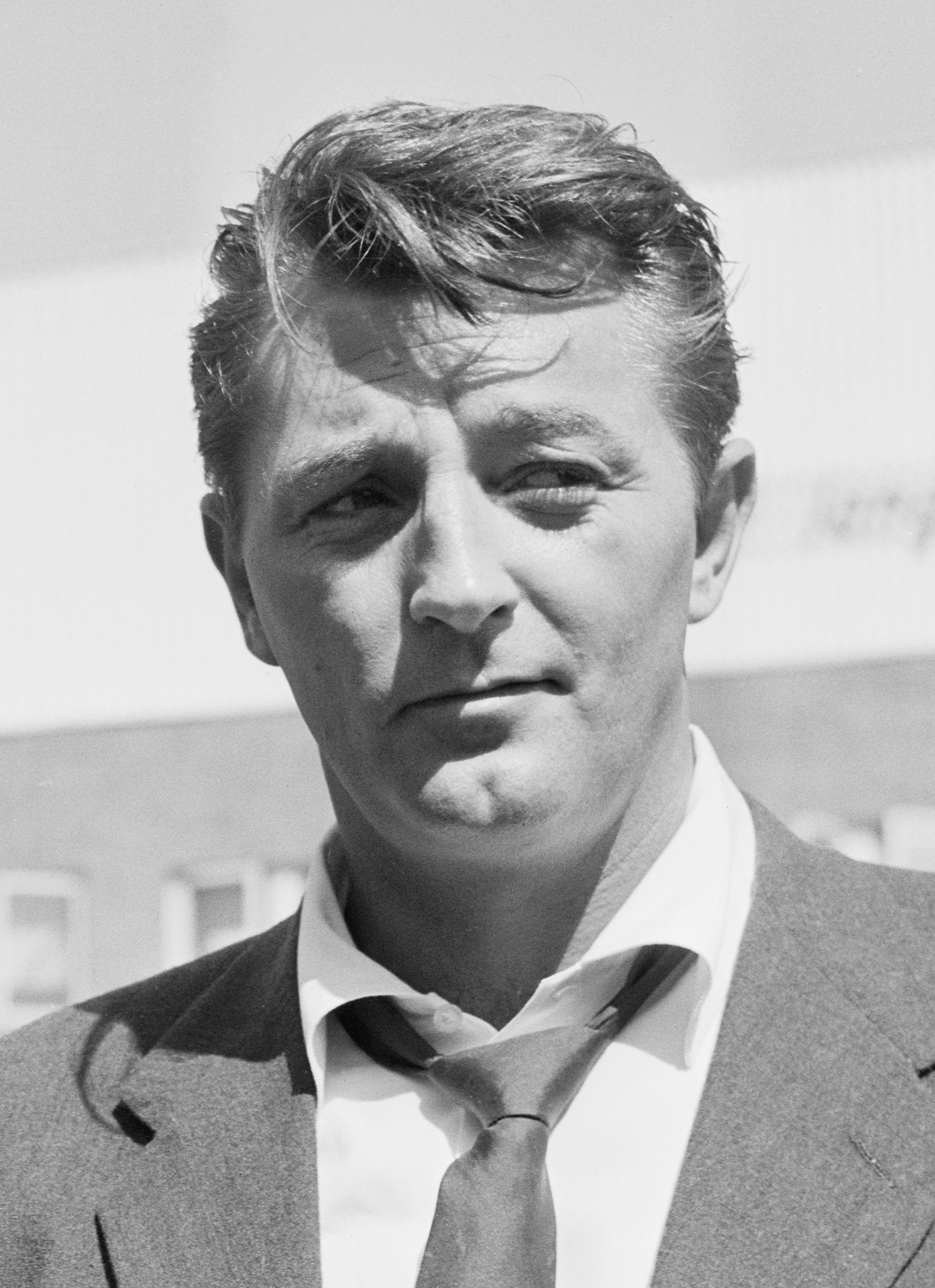
Robert Mitchum (* 1917)

- 1917: Robert Mitchum, US-amerikanischer Schauspieler
- 1917: Christiane Volger, deutsche Forstwissenschaftlerin
- 1918: Otto Wolff von Amerongen, deutscher Unternehmer und Verbandsfunktionär
- 1919: Pauline Betz, US-amerikanische Tennisspielerin
- 1920: Bill Campbell, US-amerikanischer American-Football-Spieler
- 1920: Anna Castelli Ferrieri, italienische Architektin und Industriedesignerin
- 1920: Jeanne Lamouche, französische Leichtathletin
- 1920: Otto B. Roegele, deutscher Publizist und Kommunikationswissenschaftler
- 1921: Buddy Collette, US-amerikanischer Jazz-Musiker
- 1922: Alberto Granado, Gründer der Medizinischen Schule Santiago auf Kuba
- 1922: Freddie Laker, britischer Unternehmer
- 1923: Hans Aebli, Schweizer Pädagoge
- 1923: Hans Jacobus, deutscher Journalist
- 1924ː Ella Jenkins, US-amerikanische Folksängerin
- 1924: Hans Neubert, deutscher Maler und Grafiker
- 1924: Erica Reiner, ungarisch-amerikanische Altorientalistin
- 1925ː Barbara Bates, US-amerikanische Schauspielerin
- 1925: Claus Hinrich Casdorff, deutscher Rundfunk- und Fernsehjournalist
- 1925: Lilyan Chauvin, französische Schauspielerin und Regisseurin
- 1925: Richard Gramlich, deutscher Mystikforscher
- 1925ː Krystyna Kobylańska, polnische Musikwissenschaftlerin
- 1925: Leland Smith, US-amerikanischer Komponist, Fagottist und Musikpädagoge

#### 1926–1950

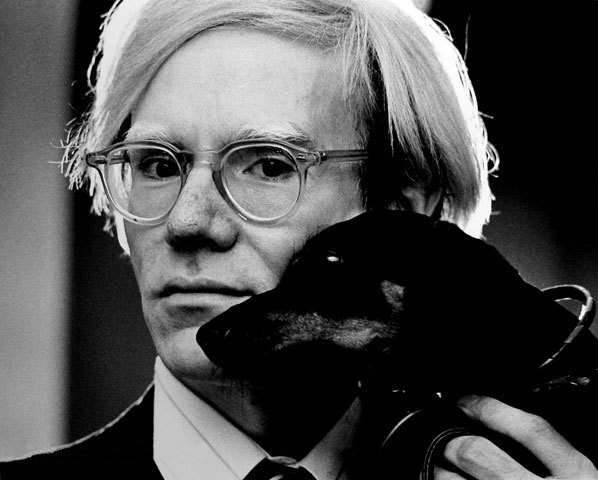
Andy Warhol (* 1928)

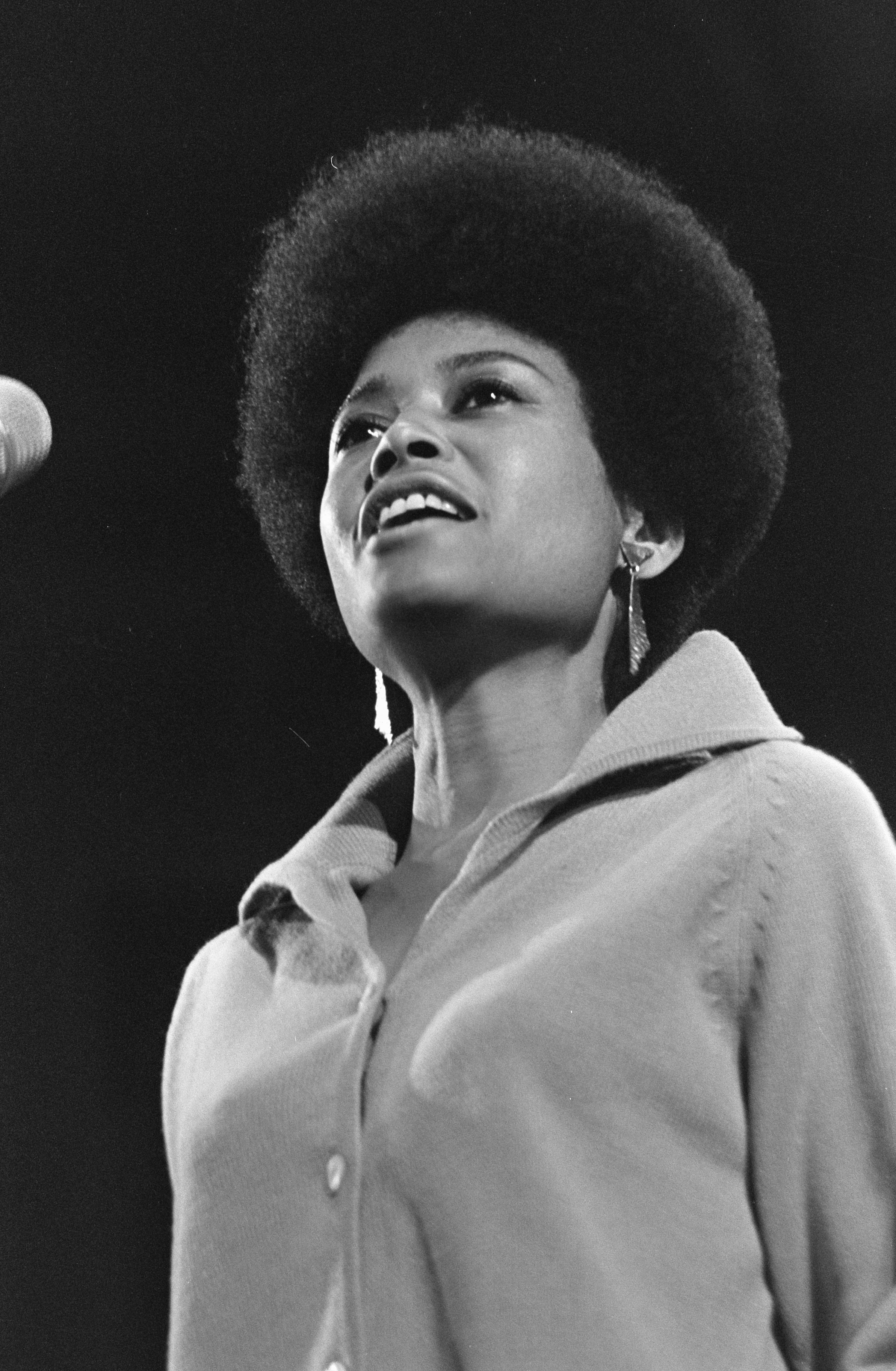
Abbey Lincoln (* 1930)

- 1926: Janet Asimov, US-amerikanische Science-Fiction-Autorin und Psychoanalytikerin
- 1926: Ernst Feuerbaum, deutscher Betriebswirt
- 1926: Frank Finlay, britischer Schauspieler
- 1926: Moritz von Hessen, Haupt des Hauses Hessen
- 1926: Horst Kasner, deutscher evangelischer Theologe
- 1926: Jackie Presser, US-amerikanischer Gewerkschaftsführer
- 1926: Christa Reinig, deutsche Schriftstellerin
- 1927: Inga Landgré, schwedische Schauspielerin
- 1927: Manfred Schubert, deutscher Kabarettist
- 1928: Jean Carrière, französischer Schriftsteller und Essayist
- 1928: Adriena Šimotová, tschechische Künstlerin
- 1928: Andy Warhol, US-amerikanischer Grafiker, Künstler, Filmemacher und Verleger, Mitbegründer und Hauptvertreter der amerikanischen Pop Art
- 1929: Valter Åhlén, schwedischer Eishockeyspieler
- 1929: Reinhold Finkbeiner, deutscher Komponist und Organist
- 1929: Willy Kernen, Schweizer Fußballspieler
- 1929: Kateb Yacine, algerischer Schriftsteller
- 1930: Walter Braun, deutscher Politiker, MdL, Landesminister
- 1930: Gerhard Buchführer, deutscher Parteifunktionär, Wirtschaftswissenschaftler und Hochschullehrer
- 1930: Abbey Lincoln, US-amerikanische Jazzsängerin
- 1931: Peter Giese, deutscher Geophysiker
- 1932: Dorothy Ashby, US-amerikanische Jazz-Harfenistin und Komponistin
- 1932: Ernst-Bernd Blümle, deutsch-schweizerischer Ökonom
- 1932: Edmond Safra, libanesisch-brasilianischer Bankier
- 1933: Ulrich Biesinger, deutscher Fußballspieler
- 1933: Suchinda Kraprayoon, Premierminister von Thailand
- 1934: Piers Anthony, britischer SF- und Fantasy-Schriftsteller
- 1934: Rolf Böhme, deutscher Jurist und Politiker, MdB, Oberbürgermeister von Freiburg
- 1934: Diane DiPrima, US-amerikanische Schriftstellerin
- 1935: Mário Coluna, portugiesischer Fußballspieler
- 1936: Herbert Schnädelbach, deutscher Philosoph
- 1936: Norbert Straumann, deutscher Physiker
- 1937: Baden Powell de Aquino, brasilianischer Musiker

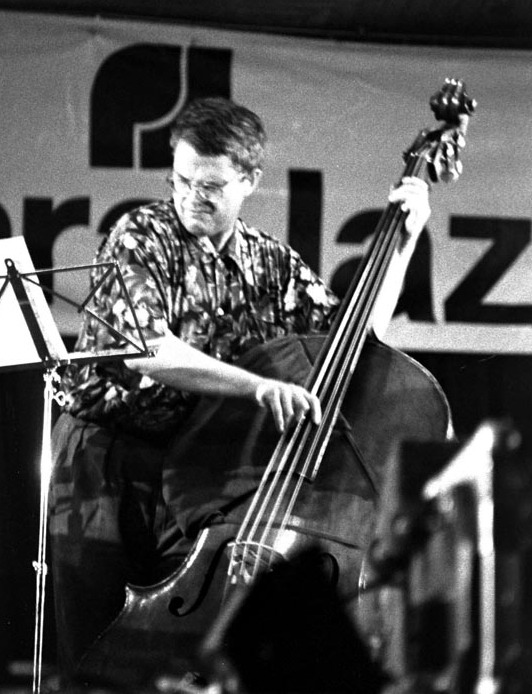
Charlie Haden (* 1937)

- 1937: Charlie Haden, US-amerikanischer Jazz-Musiker
- 1937: Barbara Windsor, britische Schauspielerin
- 1938: Alain Levié, französischer Automobilrennfahrer
- 1940: Peter Ehlebracht, deutscher Kabarettist
- 1940: Egil Kapstad, norwegischer Jazzpianist
- 1941: Karlheinz Liefers, deutscher Regisseur
- 1941: Hubert Wipplinger, österreichischer Lobbyist
- 1941: Urbano Zea, mexikanischer Basketballspieler
- 1942: Evelyn Hamann, deutsche Schauspielerin
- 1942: Birgit Hein, deutsche Filmemacherin und Filmwissenschaftlerin
- 1942: Jean-Marie Jacquemin, belgischer Automobilrennfahrer
- 1943: Michael Anderson, Jr., britischer Schauspieler
- 1943: Helmut Pfleger, deutscher Schachspieler
- 1943: Johannes Siegrist, Schweizer Medizinsoziologe
- 1944: Friedemann Schulz von Thun, deutscher Kommunikationswissenschaftler
- 1945: Geraldo Flach, brasilianischer Musiker

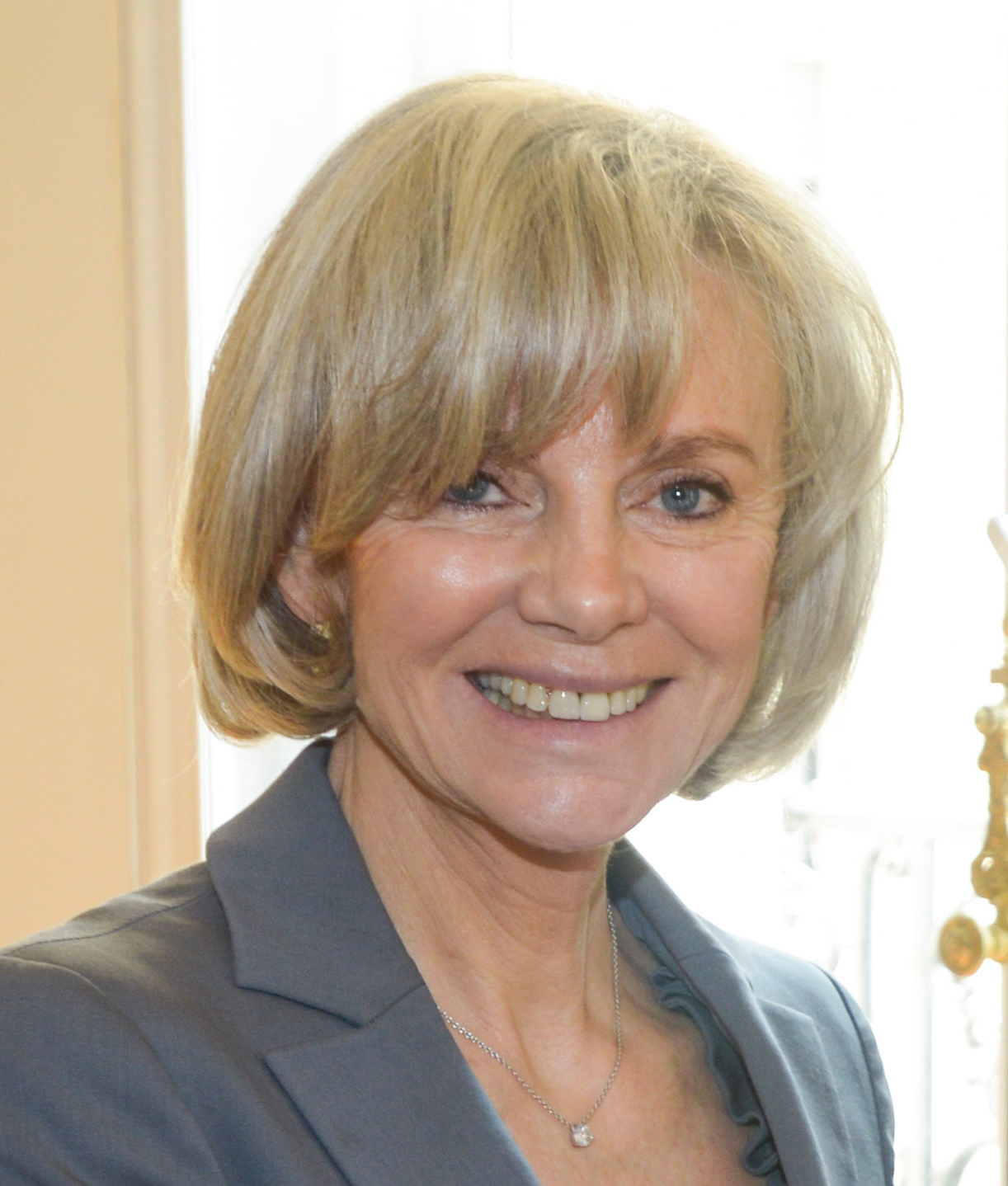
Élisabeth Guigou (* 1946)

- 1946: Élisabeth Guigou, französische Politikerin
- 1946: Allan Holdsworth, britischer Musiker
- 1946: Peter Simonischek, österreichischer Schauspieler
- 1947: Dennis Alcapone, jamaikanischer Musiker
- 1947: Radhia Cousot, französische Informatikerin
- 1947: Mohammed Nadschibullāh, afghanischer Politiker, Staatspräsident
- 1948: Mykola Awilow, ukrainisch-sowjetischer Mehrkämpfer, Olympiasieger
- 1948: Claudia Porsche, deutsche Juristin und Politikerin, MdL
- 1949: Olli Ahvenlahti, finnischer Jazzpianist
- 1949: Horst Wohlers, deutscher Fußballspieler und -trainer
- 1950: Damião António Franklin, angolanischer Erzbischof von Luanda
- 1950: Dorian Harewood, US-amerikanischer Schauspieler

#### 1951–1975
- 1951: Catherine Hicks, US-amerikanische Filmschauspielerin
- 1951: Jossi Wieler, Schweizer Theaterregisseur
- 1951: Jürgen Uter, deutscher Schauspieler
- 1952: Hans-Jörn Arp, deutscher Politiker, MdL
- 1952: Christoph Biemann, deutscher Autor, Regisseur und Fernsehmoderator
- 1953: Robert Bretscher, Schweizer Turner
- 1953: Monica Morell, Schweizer Schlagersängerin
- 1953: Vinnie Vincent, US-amerikanischer Gitarrist
- 1954: Jürgen Owczarzak, deutscher Fußballspieler und -trainer
- 1955: Heiner Kondschak, deutscher Musiker, Schauspieler, Regisseur und Autor
- 1955: Tom Sandberg, norwegischer Nordischer Kombinierer
- 1955: Charles Zwolsman senior, niederländischer Drogenhändler und Automobilrennfahrer
- 1956: Wolfgang Fenske, deutscher Pfarrer, Theologe und Autor
- 1956: Ulrike Mehl, deutsche Politikerin, MdB
- 1957: Jim McGreevey, US-amerikanischer Politiker, Gouverneur von New Jersey
- 1957: Renato Soru, italienischer Politiker und Gründer der Telekommunikationsfirma Tiscali
- 1959: Eija-Liisa Ahtila, finnische Filmemacherin und Videokünstlerin
- 1959: Shinji Tarutoko, japanischer Politiker

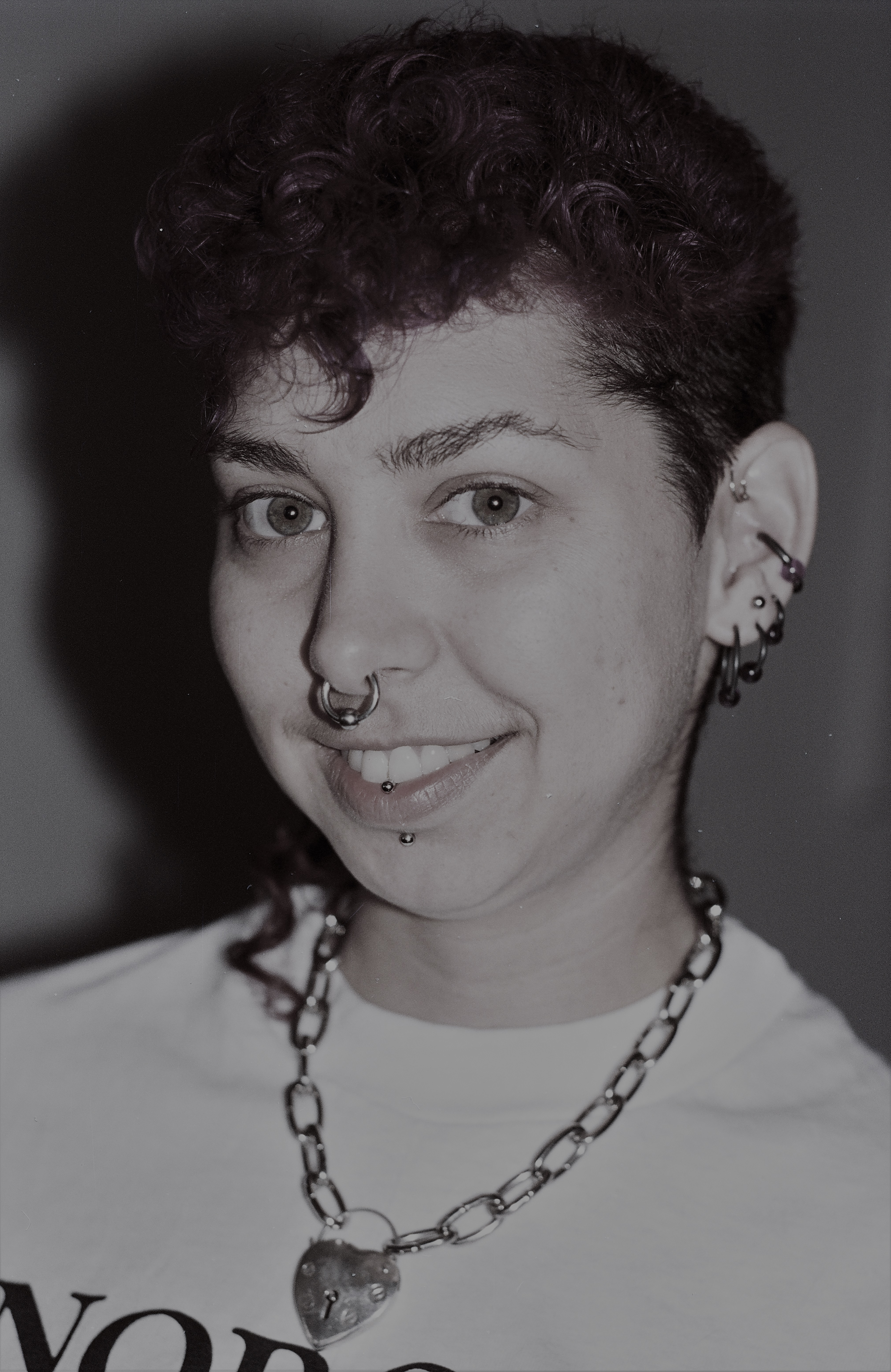
Elayne Angel (* 1960)

- 1960: Elayne Angel, US-amerikanische Piercerin
- 1960: Uwe Hellstern, deutscher Chemiker und Politiker
- 1961: Reno Achenbach, deutscher Fußballspieler
- 1961: Kjell Westö, finnischer Schriftsteller
- 1962: Steven Lee, australischer Skirennläufer

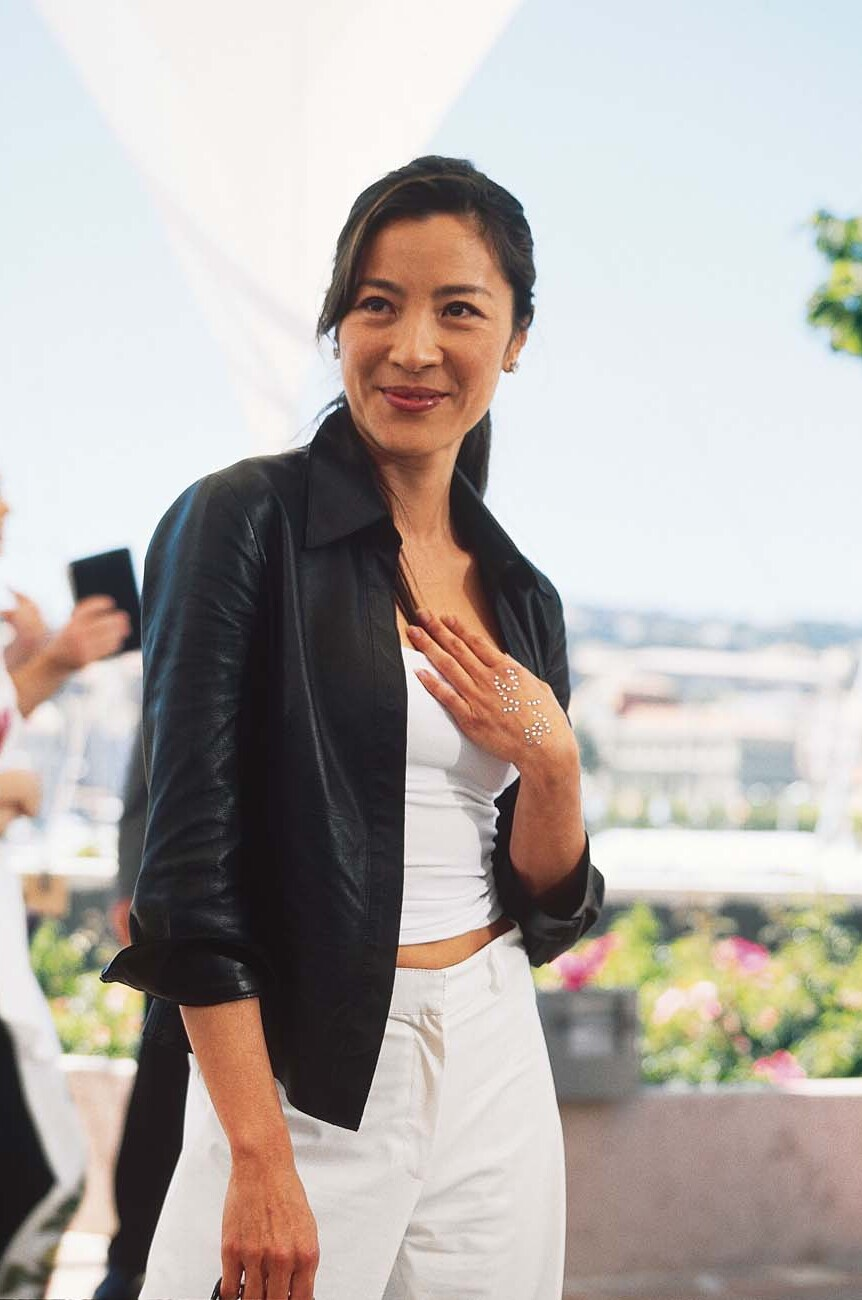
Michelle Yeoh (* 1962)

- 1962: Michelle Yeoh, malaiische Schauspielerin
- 1963: Charles Ingram, britischer Major und Betrüger
- 1963: Kevin Mitnick, US-amerikanischer Hacker und Unternehmer

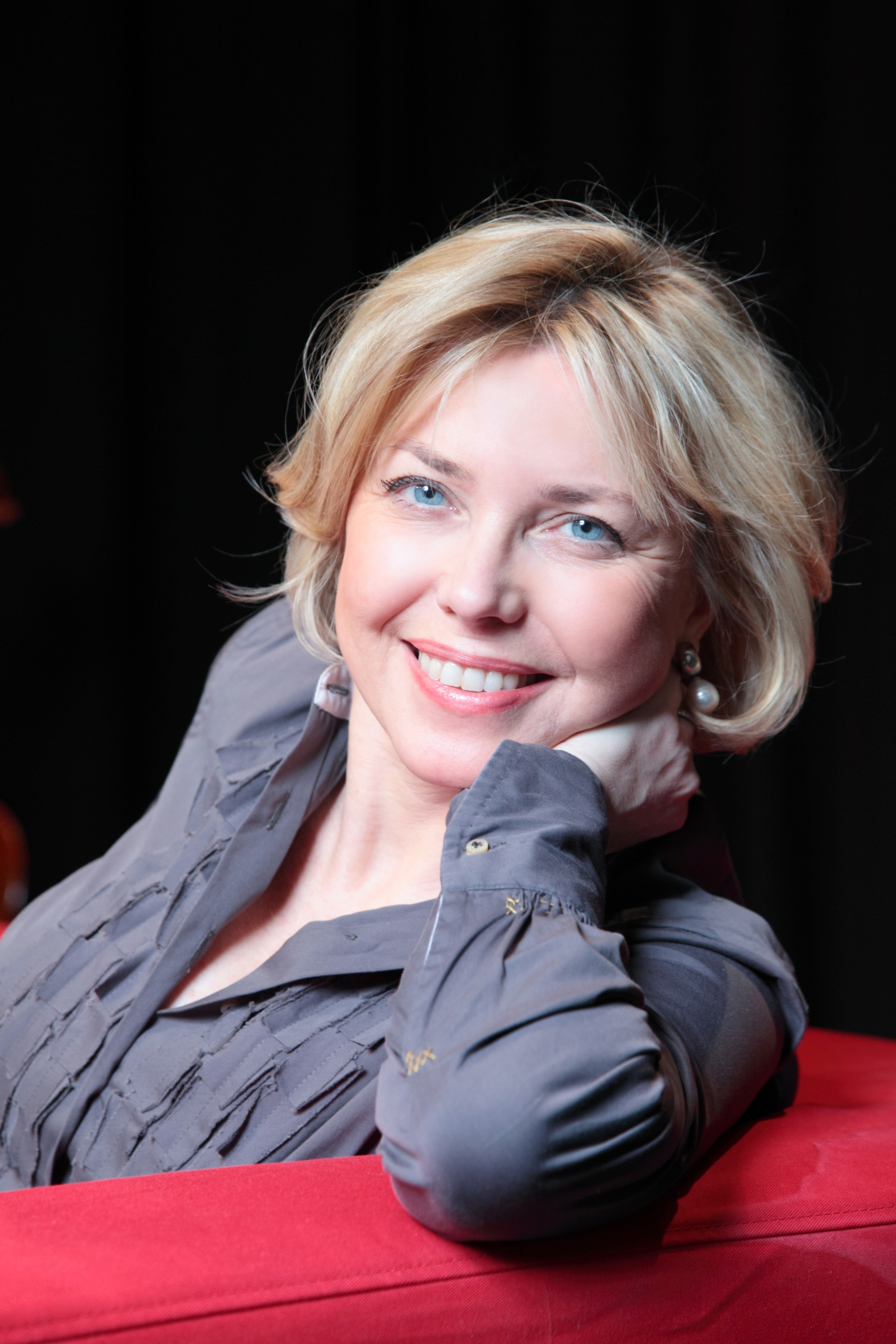
Simone Solga (* 1963)

- 1963: Simone Solga, deutsche Kabarettistin, Schauspielerin und Sängerin
- 1963: Walter Schübler, österreichischer Biograf und Literaturwissenschaftler
- 1964: Monika Fasnacht, Schweizer Moderatorin
- 1964: Ruggero Gabbai, italienischer Filmregisseur und Fotograf
- 1964: Wolfram Huschke, deutscher Cellist
- 1964: Gordon Lueckel, deutscher Unternehmensberater, Vortragsredner und Autor
- 1964: Ulrich von Plettenberg, deutscher Geistlicher
- 1964: Anouschka Renzi, deutsche Schauspielerin
- 1964: Vom Ritchie, britischer Musiker
- 1964: Mitch Rouse, US-amerikanischer Schauspieler, Regisseur und Drehbuchautor
- 1965: Luc Alphand, französischer Skirennläufer und Motorsportler
- 1965: Cherno Jobatey, deutscher Fernsehmoderator
- 1965: Yuki Kajiura, japanische Komponistin

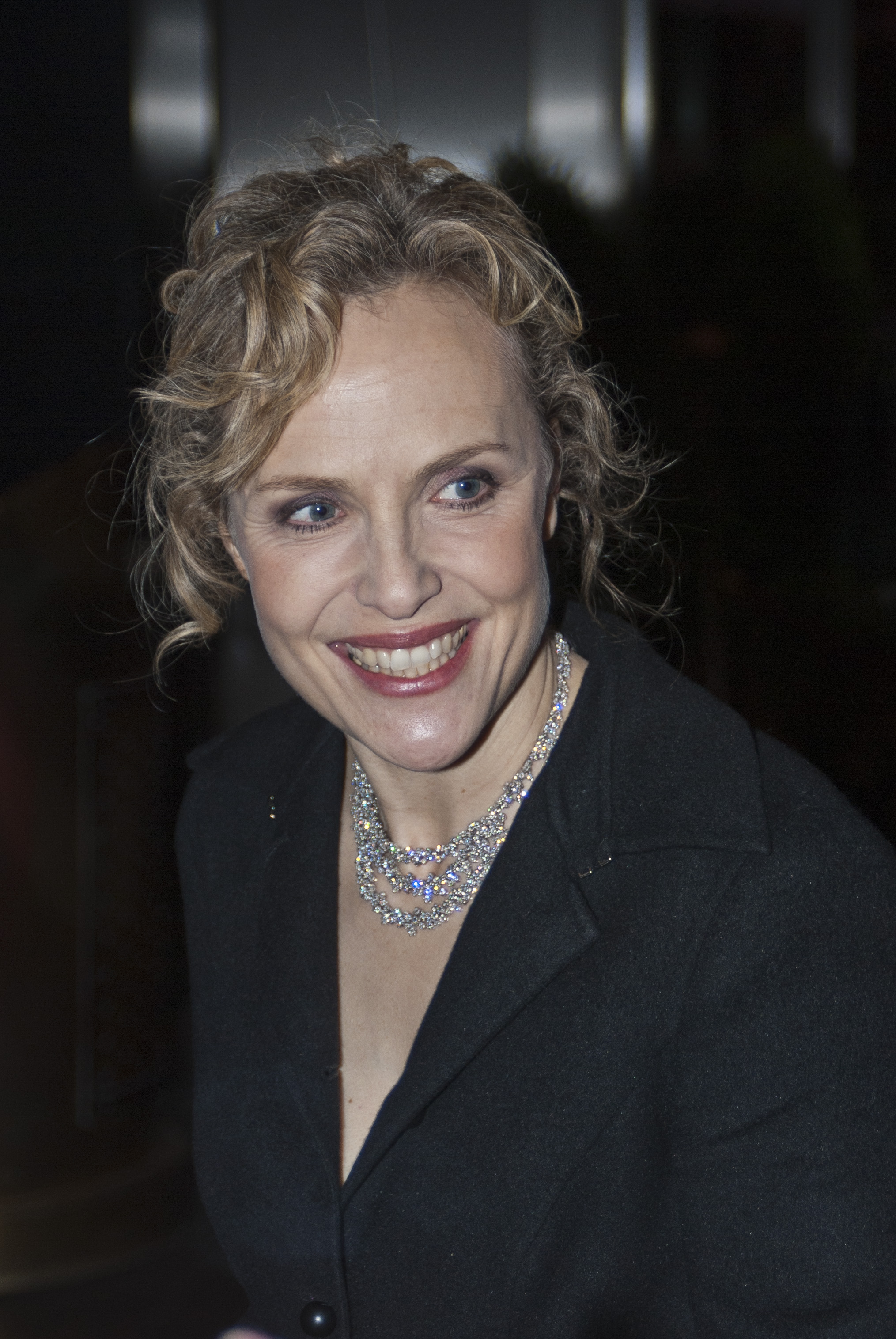
Juliane Köhler (* 1965)

- 1965: Juliane Köhler, deutsche Schauspielerin
- 1965: Rudel Obreja, rumänischer Boxer und Sportfunktionär
- 1965: Stéphane Peterhansel, französischer Rallyepilot
- 1965: David Robinson, US-amerikanischer Basketball-Spieler
- 1965: Thomas Schönlebe, deutscher Leichtathlet
- 1966: Billy Mayfair, US-amerikanischer Golfer

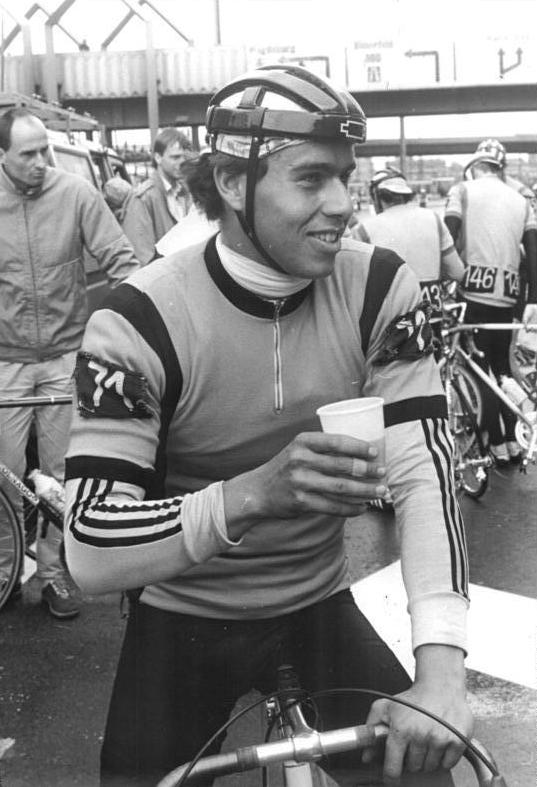
Ralf Schmidt (* 1966)

- 1966: Ralf Schmidt, deutscher Radsportler
- 1967: Marcel Wüst, deutscher Radrennfahrer
- 1968: Lisa Boyle, US-amerikanische Schauspielerin und Model
- 1968: Enrico Komning, deutscher Jurist und Politiker
- 1969: Martin Haidinger, österreichischer Historiker, Schriftsteller und Journalist
- 1969: Sören Lausberg, deutscher Radrennfahrer
- 1969: Alejandro Maclean, spanischer Kunstflugpilot und Filmproduzent
- 1969: Elliott Smith, US-amerikanischer Liedermacher
- 1970: M. Night Shyamalan, US-amerikanischer Drehbuchautor und Regisseur
- 1970: Erwin Thijs, belgischer Radrennfahrer
- 1970: Ricardo Villalobos, deutsch-chilenischer DJ und Musiker
- 1971: Mike Bales, kanadischer Eishockeyspieler
- 1971: Merrin Dungey, US-amerikanische Schauspielerin
- 1972: Holm Friebe, deutscher Journalist und Autor
- 1972: Geri Halliwell, britische Popsängerin
- 1972: Christoph Simon, Schweizer Schriftsteller
- 1973: Asia Carrera, US-amerikanische Pornodarstellerin
- 1973: Vera Farmiga, US-amerikanische Schauspielerin
- 1973: Uwe Gospodarek, deutscher Fußballspieler
- 1973: Donna Lewis, britische Popsängerin
- 1973: Stuart O’Grady, australischer Radrennfahrer
- 1973: Julia Schmidt, deutsche Schauspielerin
- 1973: Sabine Wen-Ching Wang, schweizerisch-taiwanische Schriftstellerin
- 1975: Jørgen Aukland, norwegischer Skilangläufer
- 1975: Renate Götschl, österreichische Skirennläuferin
- 1975: Ivica Grlić, bosnischer Fußballspieler
- 1975: Robin Kahnmeyer, deutscher Synchronsprecher
- 1975: Giorgio Rocca, italienischer Skirennläufer

#### 1976–2000
- 1976: André Florschütz, deutscher Rennrodler

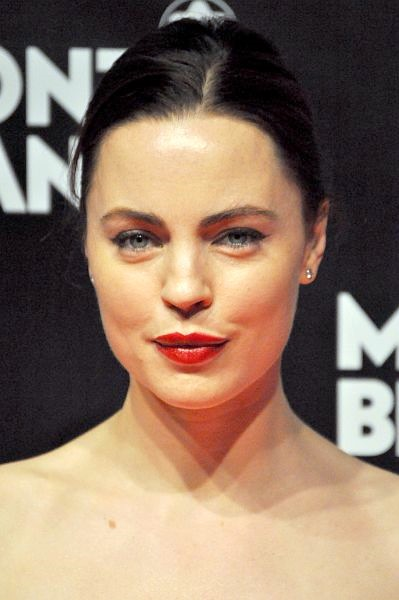
Melissa George (* 1976)

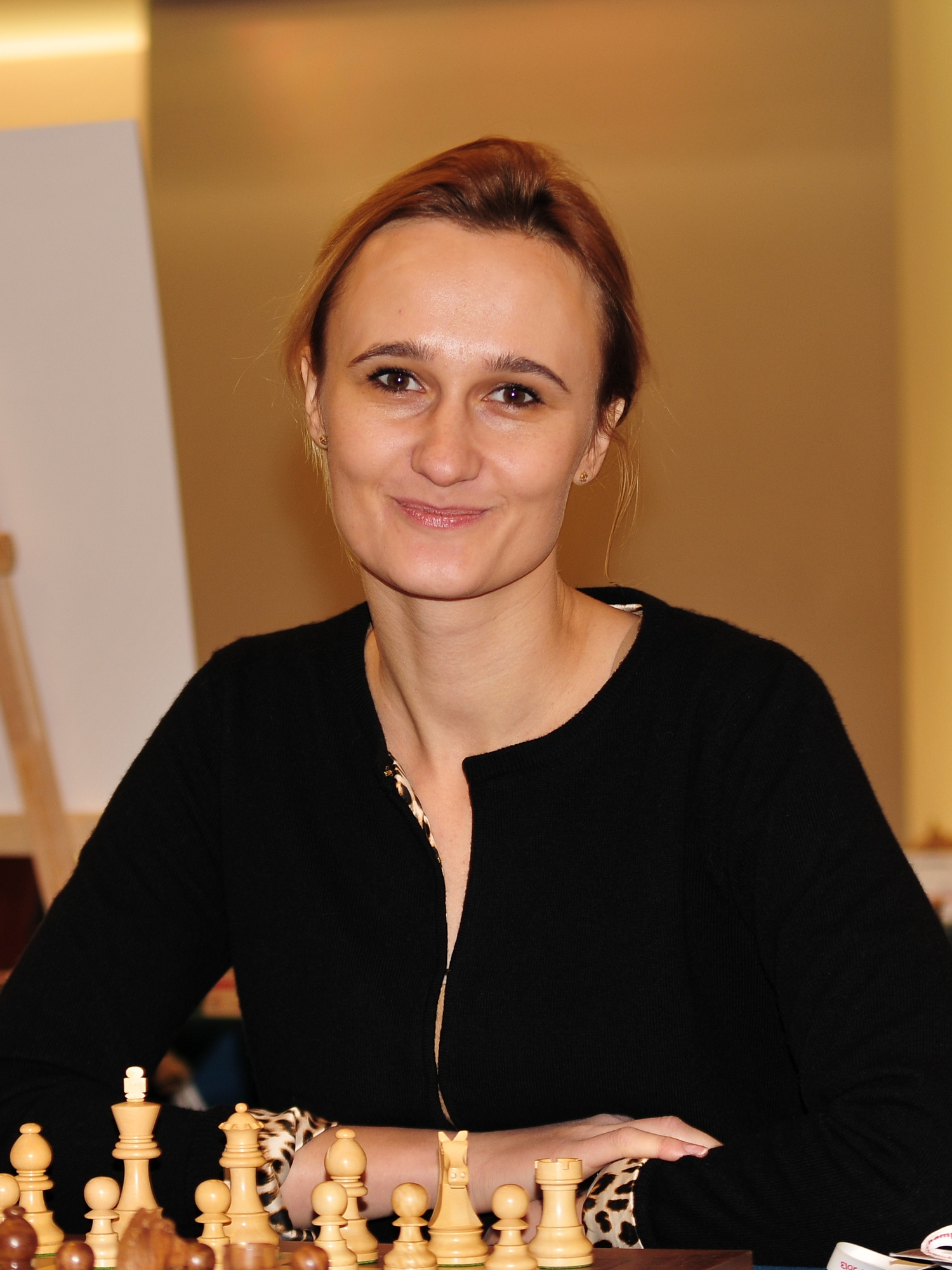
Viktorija Čmilytė (* 1983)

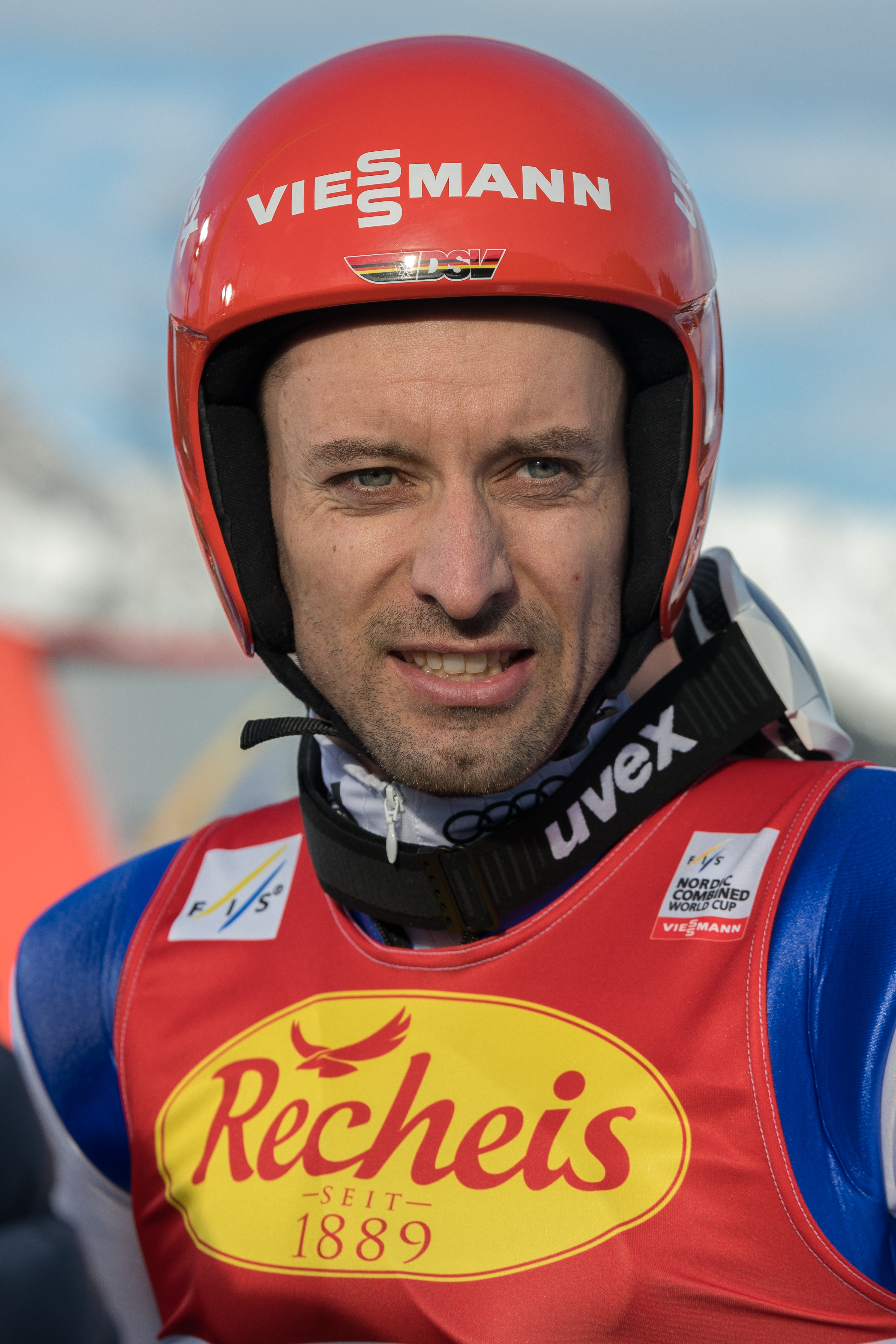
Björn Kircheisen (* 1983)

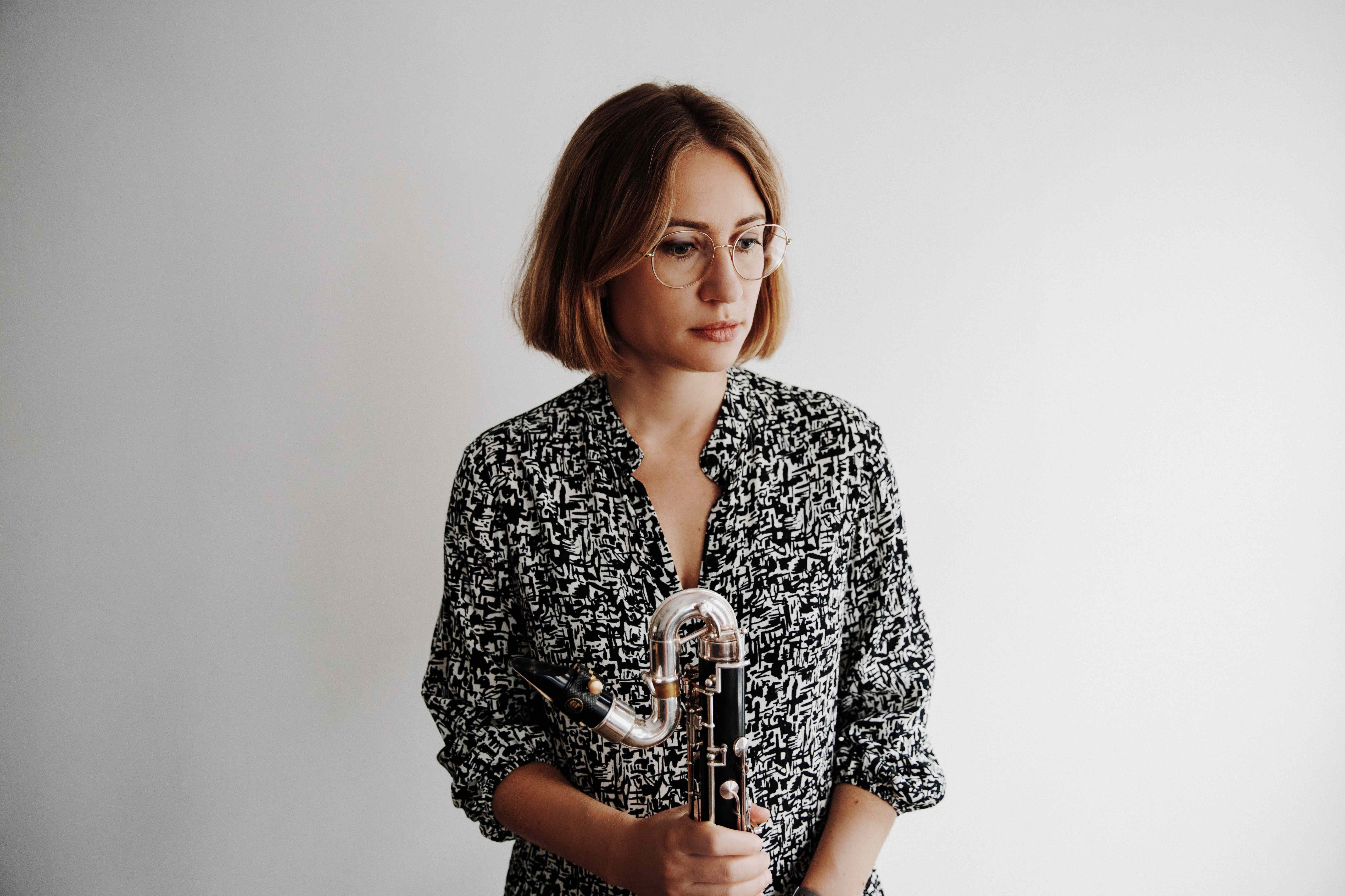
Rebecca Trescher (* 1986)

- 1976: Melissa George, australische Schauspielerin
- 1977: Ashlie Atkinson, US-amerikanische Schauspielerin
- 1977: Zdenka Podkapová, tschechisches Fotomodell
- 1979: Francesco Bellotti, italienischer Radrennfahrer
- 1979: Aurélien Clerc, Schweizer Radrennfahrer
- 1980: Björn Brunnemann, deutscher Fußballspieler
- 1980: Roman Weidenfeller, deutscher Fußballspieler
- 1981: Linda Maria Baros, rumänische Dichterin, Übersetzerin und Essayistin
- 1981: Thomas Greilinger, deutscher Eishockeyspieler
- 1981: Vitantonio Liuzzi, italienischer Automobilrennfahrer
- 1981: Axel Moustache, rumänischer Schauspieler
- 1983: Viktorija Čmilytė-Nielsen, litauische Schachspielerin
- 1982: Adrianne Curry, US-amerikanisches Fotomodell
- 1983: Björn Kircheisen, deutscher Nordischer Kombinierer
- 1983: Robin van Persie, niederländischer Fußballspieler
- 1983: Travis Rettenmaier, US-amerikanischer Tennisspieler
- 1984: Nicolas Andréani, französischer Voltigierer
- 1984: Vedad Ibišević, bosnisch-herzegowinischer Fußballspieler
- 1985: Michael Andrei, deutscher Volleyballspieler
- 1985: Taiwo Atieno, kenianischer Fußballspieler
- 1985: Bafétimbi Gomis, französischer Fußballspieler
- 1986: Mehmet Akgün, deutsch-türkischer Fußballspieler
- 1986: Jan-Philipp Kalla, deutscher Fußballspieler
- 1986: Rebecca Trescher, deutsche Jazzmusikerin
- 1989: Aymen Abdennour, tunesischer Fußballspieler
- 1989: Elisabeth Anderson, US-amerikanische Skispringerin
- 1990: Hólmar Örn Eyjólfsson, isländischer Fußballspieler

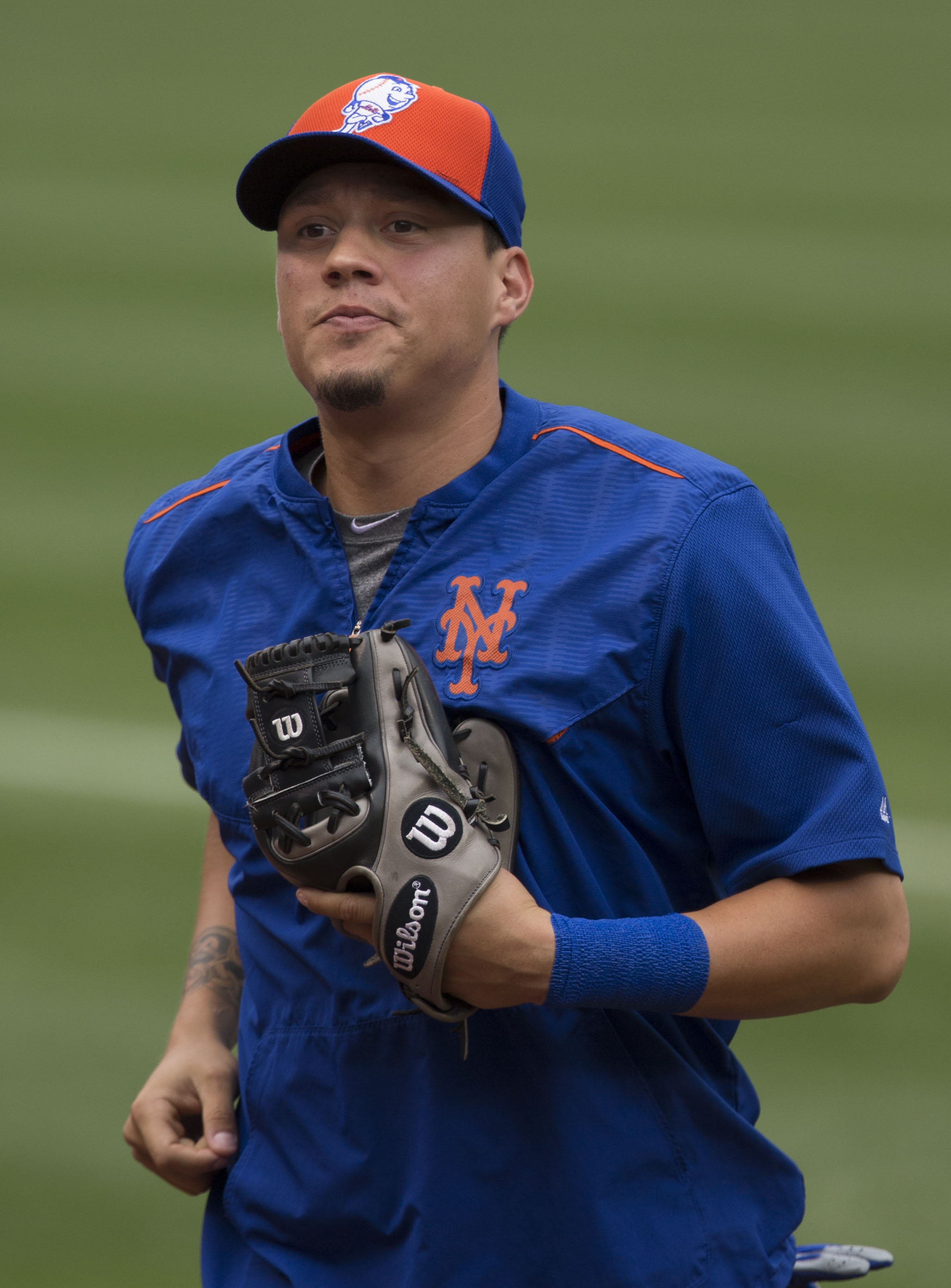
Wilmer Flores (* 1991)

- 1991: Wilmer Flores, venezolanischer Baseballspieler
- 1991: Laura Stahnke, deutsche Schauspielerin
- 1992: Isak Arvidsson, schwedischer Tennisspieler
- 1992: Campbell Flakemore, australischer Radrennfahrer
- 1993: David Hugo Schmitz, deutscher Schauspieler
- 1994: Andreas Athanasiou, kanadischer Eishockeyspieler
- 1994: Won Seon-pil, südkoreanische Handballspielerin
- 1995: Michaela Heider, österreichische Skirennläuferin
- 1995: Jasper Smets, deutscher Schauspieler
- 1997: Marcus Thuram, französischer Fußballspieler
- 1998: Naomi Mégroz, Schweizer Fußballspielerin
- 1998: Einar Lurås Oftebro, norwegischer Nordischer Kombinierer

### 21. Jahrhundert
- 2001: Ty Simpkins, US-amerikanischer Schauspieler
- 2002: Nessa Barrett, US-amerikanische Sängerin
- 2003: Luca Nardi, italienischer Tennisspieler
- 2005: Matthew Brennan, britischer Radrennfahrer

## Gestorben

### Vor dem 17. Jahrhundert
- 0258: Sixtus II., Märtyrer und Papst
- 0523: Hormisdas, Papst
- 0750: Marwan II., letzter Kalif der Umayyaden
- 0822: Eigil von Fulda, Abt von Fulda
- 0962: Wilhelm III., Graf von Angoulême
- 1027: Richard III., Herzog der Normandie
- 1118: Al-Mustazhir bi-'llah, Kalif der Abbasiden
- 1152: Gilbert von Laach, Abt
- 1157: Dietrich VI., Graf von Holland
- 1162: Raimund Berengar IV., Graf von Barcelona
- 1195: Heinrich der Löwe, Herzog von Sachsen und Bayern
- 1221: Dominikus, Gründer des Predigerordens der Dominikaner
- 1235: Jutta von Thüringen, Tochter von Landgraf Hermann I. von Thüringen
- 1254: Hugh of Northwold, Bischof von Ely
- 1270: David I. of Strathbogie, Earl of Atholl, schottischer Adeliger und Kreuzfahrer
- 1272: Stephan V., ungarischer König
- 1273 oder 1274: Konrad II., Herzog von Schlesien und Begründer der Glogauer Herzogslinie
- 1285: Ludolf von Mihla, Bischof von Naumburg
- 1328: Galeazzo I. Visconti, Regent von Mailand
- 1332: Wilhelm XII., Graf von Auvergne
- 1374: Johann Ribi von Lenzburg, Kanzler Erzherzogs Rudolfs IV.
- 1380: Konrad Rehlinger, Augsburger Stadtpfleger
- 1384: Francesco I. Gattilusio, Patrizier und Archon von Lesbos
- 1412: Margarethe von Durazzo, Königin von Ungarn und Neapel
- 1414: Ladislaus von Neapel, König von Neapel und Titularkönig von Jerusalem
- 1458: Calixt III., Papst

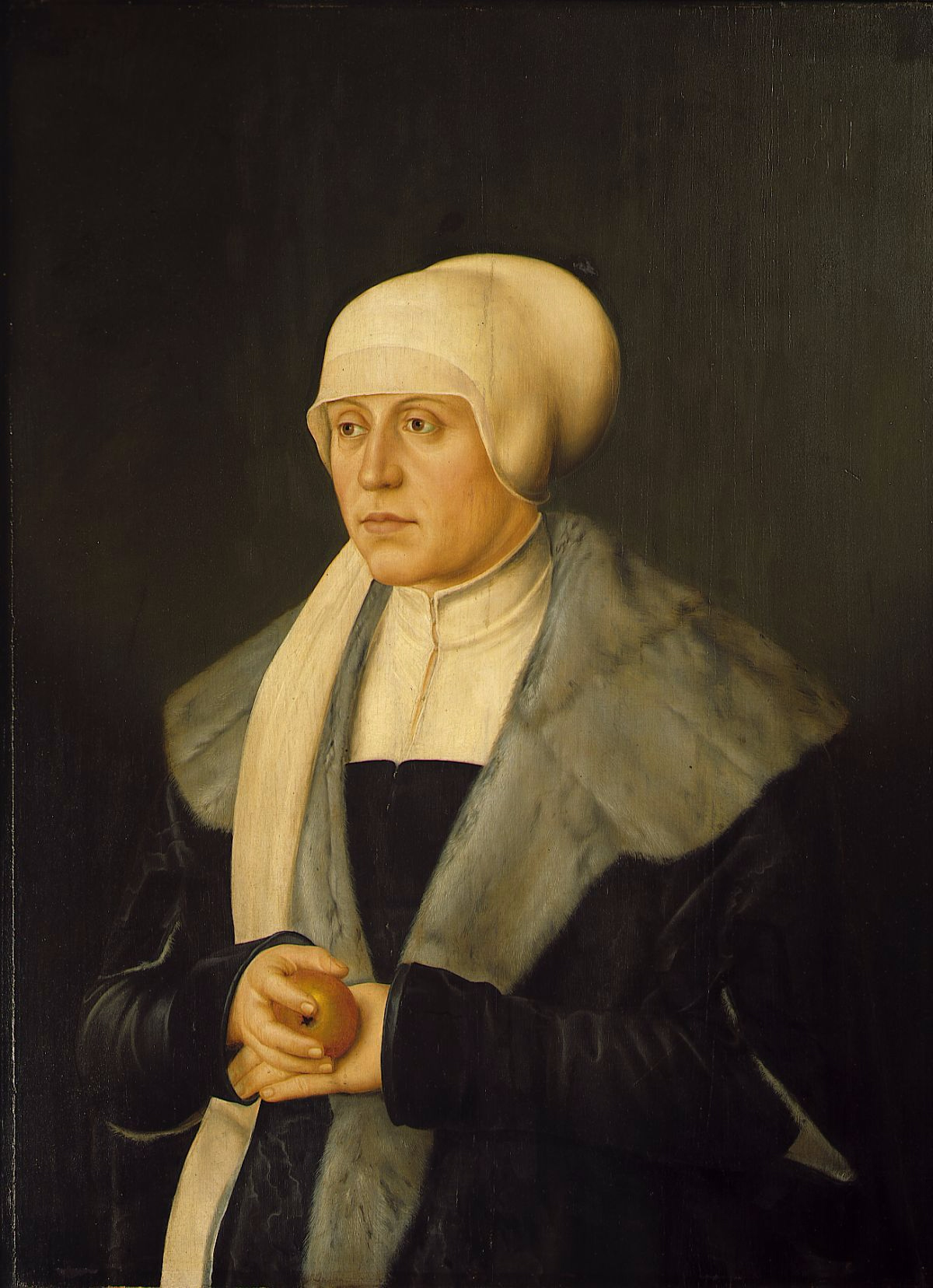
Kunigunde († 1520)

- 1520: Kunigunde von Österreich, Frau des bayerischen Herzogs Albrecht IV.
- 1526: Johannes Xylotectus, Schweizer Reformator und Kirchenlieddichter

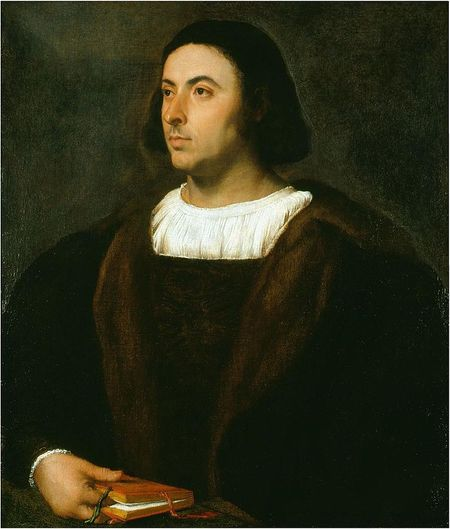
Jacopo Sannazaro († 1530)

- 1530: Jacopo Sannazaro, italienischer Renaissancedichter
- 1548: Georg Rhau, deutscher Buchdrucker und Thomaskantor
- 1551: Henry Holbeach, Bischof von Rochester und Lincoln
- 1553: Girolamo Fracastoro, italienischer Arzt und Dichter
- 1572: Benedikt Kölbl, österreichischer Hofbaumeister und Steinmetzmeister
- 1578: Rudolf Clenck, deutscher katholischer Theologe
- 1585: Jermak Timofejewitsch, russischer Entdecker und Kosaken-Ataman

### 17. Jahrhundert
- 1606: Ottaviano Nonni, italienischer Architekt, Bildhauer und Maler
- 1623: Anne Hathaway, Gattin William Shakespeares
- 1628: Johannes Junius, Bürgermeister von Bamberg und Opfer der Hexenverfolgung
- 1629: Margarete Diepolt, Opfer der Hexenverfolgung im Kurfürstentum Mainz
- 1632: Hans Bien, Zeichner und Steinmetz der Stadt Nürnberg
- 1635: Gottfried zu Castell-Rüdenhausen, Herrscher der Grafschaft Castell
- 1637: Ben Jonson, englischer Bühnenautor und Dichter
- 1639: Hans van Steenwinckel der Jüngere, flämischer Baumeister und Bildhauer
- 1648: Johannes von Werden, Abt des Klosters Marienfeld
- 1657: Bohdan Chmelnyzkyj, ukrainischer Kosake und Staatsgründer

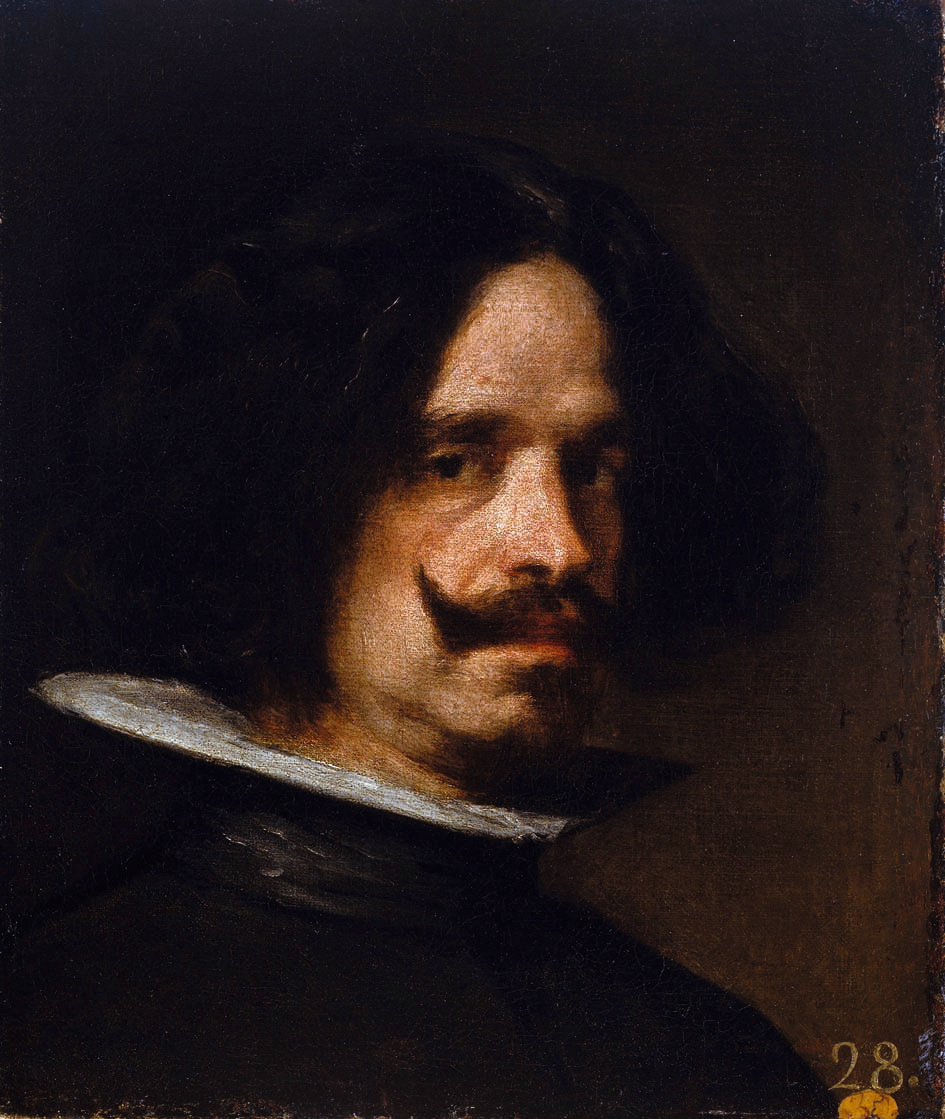
Diego Velázquez († 1660)

- 1660: Diego Velázquez, spanischer Maler
- 1661: Angélique Arnauld, französische Geistliche, Äbtissin von Port-Royal
- 1663: Schering Rosenhane, schwedischer Gesandter bei den Westfälischen Friedensverhandlungen
- 1682: Ján Sinapius-Horčička, slowakischer Humanist und Theologe
- 1686: Paul Hainlein, deutscher Komponist
- 1688: Georg Samuel Dörffel, deutscher Theologe und Astronom
- 1689: Dorothea Sophie von Schleswig-Holstein-Sonderburg-Glücksburg, Kurfürstin von Brandenburg
- 1698: Antonio Zaniboni, italienischer Dichter, Librettist und Redner
- 1699: Albrecht, Herzog von Sachsen-Coburg
- 1700: Johann Beer, österreichischer Schriftsteller und Komponist

### 18. Jahrhundert
- 1705: Johann Ferdinand von Auersperg, Fürst von Auersperg und Herzog von Schlesien-Münsterberg
- 1706: Jean-Baptiste Du Hamel, französischer Philosoph und Theologe

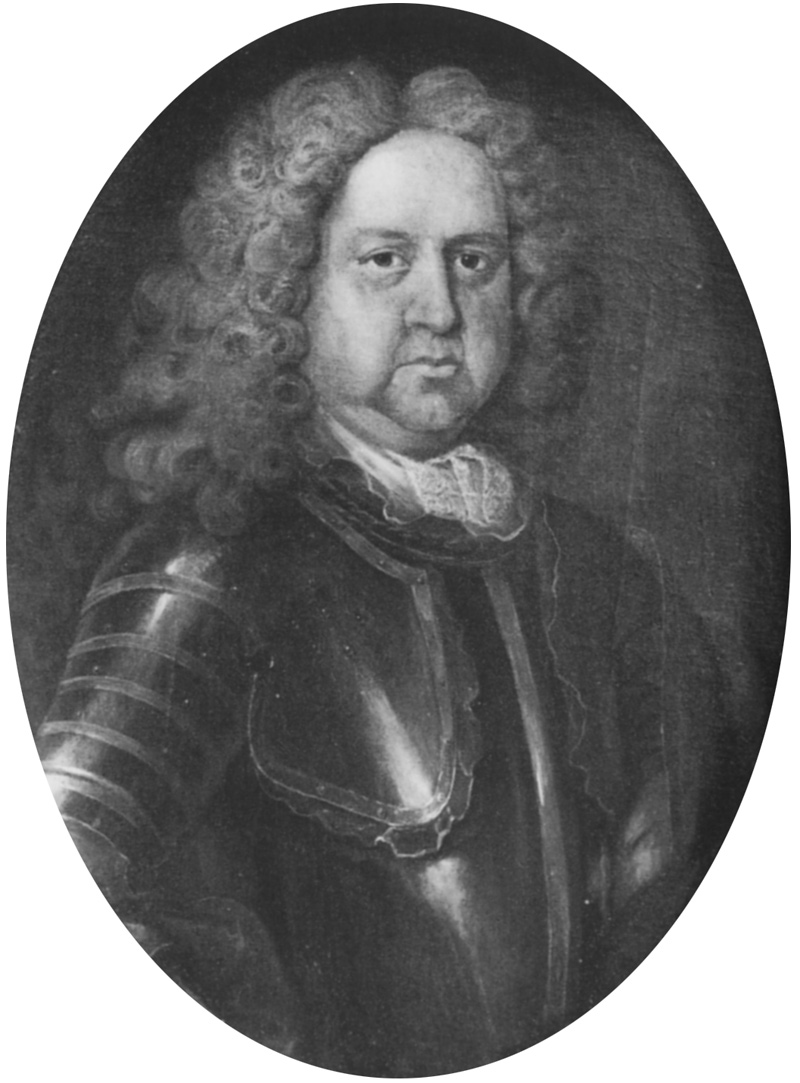
Friedrich August († 1716)

- 1716: Friedrich August, Herzog von Württemberg-Neuenstadt
- 1738: Anton II. von Aldenburg, deutscher Reichsgraf
- 1742: Samson Wertheimer, kaiserlicher Hoffaktor und Oberrabbiner
- 1744: Gottfried Ludwig Mencke, deutscher Rechtswissenschaftler
- 1746: Christian VI., König von Dänemark und Norwegen
- 1752: Pedro Cebrián y Agustín, spanischer Offizier, Diplomat und Kolonialverwalter, Vizekönig von Neuspanien
- 1753: Georg Wilhelm Richmann, deutscher Physiker

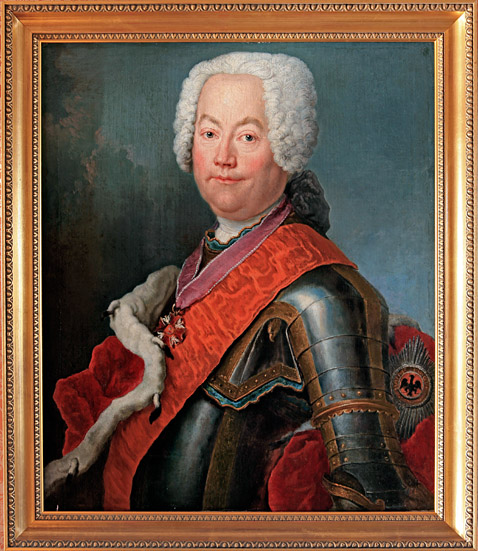
August Ludwig († 1755)

- 1755: August Ludwig, Fürst von Anhalt-Köthen
- 1755: Johann Kaspar Wetzel, deutscher evangelischer Theologe, Hymnologe und Kirchenlieddichter
- 1759: Eugene Aram, britischer Philologe und Mörder
- 1759: John Maxwell, 1. Baron Farnham, irischer Politiker und Peer
- 1767: Johann Christoph von Bartenstein, Staatsmann und Diplomat in österreichischen Diensten
- 1767: Antonio Zaniboni, italienischer Dichter, Librettist und Redner
- 1780: Joseph Wanton, Vizegouverneur der Colony of Rhode Island and Providence Plantations
- 1797: Johann Matthias von Bernuth, deutscher Beamter
- 1799: Marcus Élieser Bloch, deutscher Ichthyologe
- 1799: Franz Georg von Keeß, österreichischer Jurist

### 19. Jahrhundert

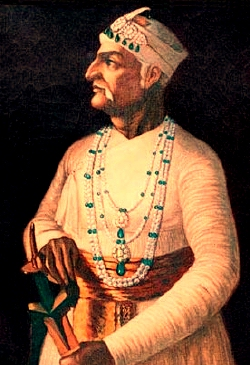
Asaf Jah II. († 1803)

- 1803: Asaf Jah II., indischer Adeliger
- 1803: Pascha Johann Friedrich Weitsch, deutscher Landschaftsmaler und Zeichner
- 1815: Franz Wilhelm von Spiegel, westfälischer Adeliger
- 1816: Antonio Cagnoli, italienischer Astronom
- 1817: Pierre Samuel du Pont de Nemours, französischer Nationalökonom
- 1824: Johann Peter von Langer, deutscher Maler
- 1828: Konstantin von Benckendorff, russischer General und Diplomat
- 1837: Johann Nepomuk Schelble, deutscher Dirigent, Sänger und Pädagoge
- 1846: Ludwig Bledow, deutscher Schachspieler
- 1847: Johann Christoph Arnold, sächsischer Verleger, Buchhändler und Kommunalpolitiker
- 1851: Franz Seraph Bedall, bayerischer General
- 1851: Gottfried Raaff, deutscher Landschaftsarchitekt
- 1853: Amédée Louis Despans de Cubières, französischer General
- 1854: Alexis de Garaudé, französischer Komponist
- 1857: Abe Masahiro, japanischer Politiker
- 1859: Karl Otto von Raumer, preußischer Staatsmann

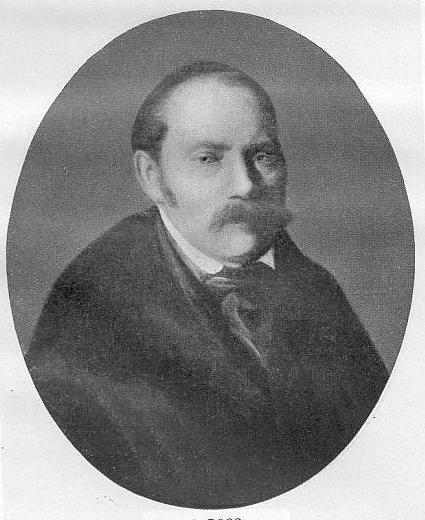
Ludwig Ross († 1859)

- 1859: Ludwig Ross, deutscher Archäologe
- 1862: Valentin Rost, deutscher Altphilologe und Lexikograf
- 1864: Ferdinand Genähr, deutscher Missionar in China
- 1866: Ernst Innozenz Hauschild, deutscher Lehrer, Reformpädagoge
- 1870: Eugène Lepoittevin, französischer Maler
- 1871: Miroslav Vilhar, slowenischer Autor, Komponist und Politiker
- 1875: Gabriel García Moreno, ecuadorianischer Rechtsanwalt und Staatspräsident
- 1879: Johann von Lamont, schottisch-deutscher Astronom und Physiker
- 1880: William Orlando Butler, US-amerikanischer Politiker
- 1880: Johannes Hubertus Leonardus de Haas, niederländischer Maler
- 1881: James Springer White, US-amerikanischer Mitbegründer der Siebenten-Tags-Adventisten
- 1882: Modest Iwanowitsch Bogdanowitsch, russischer Generalleutnant und Militärschriftsteller
- 1882: Johann Poppel, deutscher Kupfer- und Stahlstecher, Architekturzeichner und Landschaftsmaler
- 1884: William John Codrington, britischer General, Generalgouverneur von Gibraltar
- 1885: Emil Zsigmondy, österreichischer Bergsteiger
- 1886: Wilhelm Scherer, österreichischer Germanist
- 1886: Katharine Weißgerber, deutsche Kriegsheldin
- 1889: Joseph Philippovich von Philippsberg, österreichischer Feldzeugmeister
- 1890: William Kemmler, US-amerikanischer Mörder

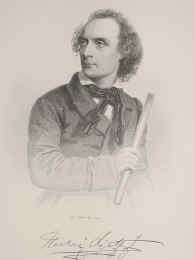
Henry Litolff († 1891)

- 1891: Henry Litolff, britischer Klaviervirtuose, Komponist und Musikverleger
- 1892: Sergei Michailowitsch Tretjakow, russischer Unternehmer, Kunstmäzen und Kunstsammler
- 1893: Jean-Jacques Challet-Venel, Schweizer Politiker und Bundesrat
- 1894: Austin Blair, US-amerikanischer Politiker
- 1894: Auguste-Nicolas Caïn, französischer Tierbildhauer und Medailleur
- 1895: Alwin Münchmeyer, deutscher Kaufmann und Bankier
- 1895: George Frederick Root, US-amerikanischer Komponist und Musikpädagoge
- 1898: August Freudenthal, deutscher Autor und Journalist
- 1898: Rudolf Löw, Schweizer Komponist und Organist
- 1899: Johann Adä, deutscher Mediziner und Politiker

### 20. Jahrhundert

#### 1901–1925

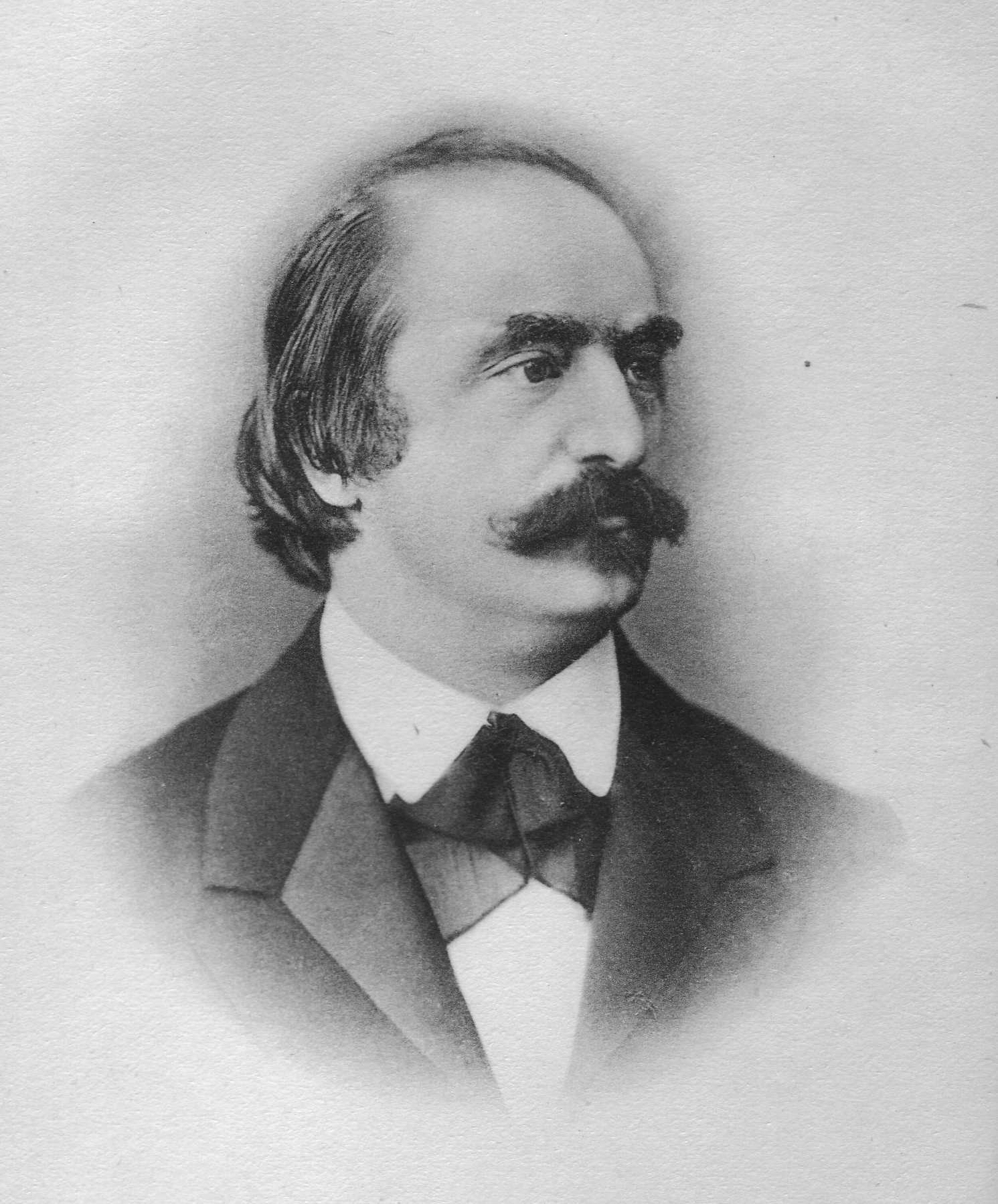
Eduard Hanslick († 1904)

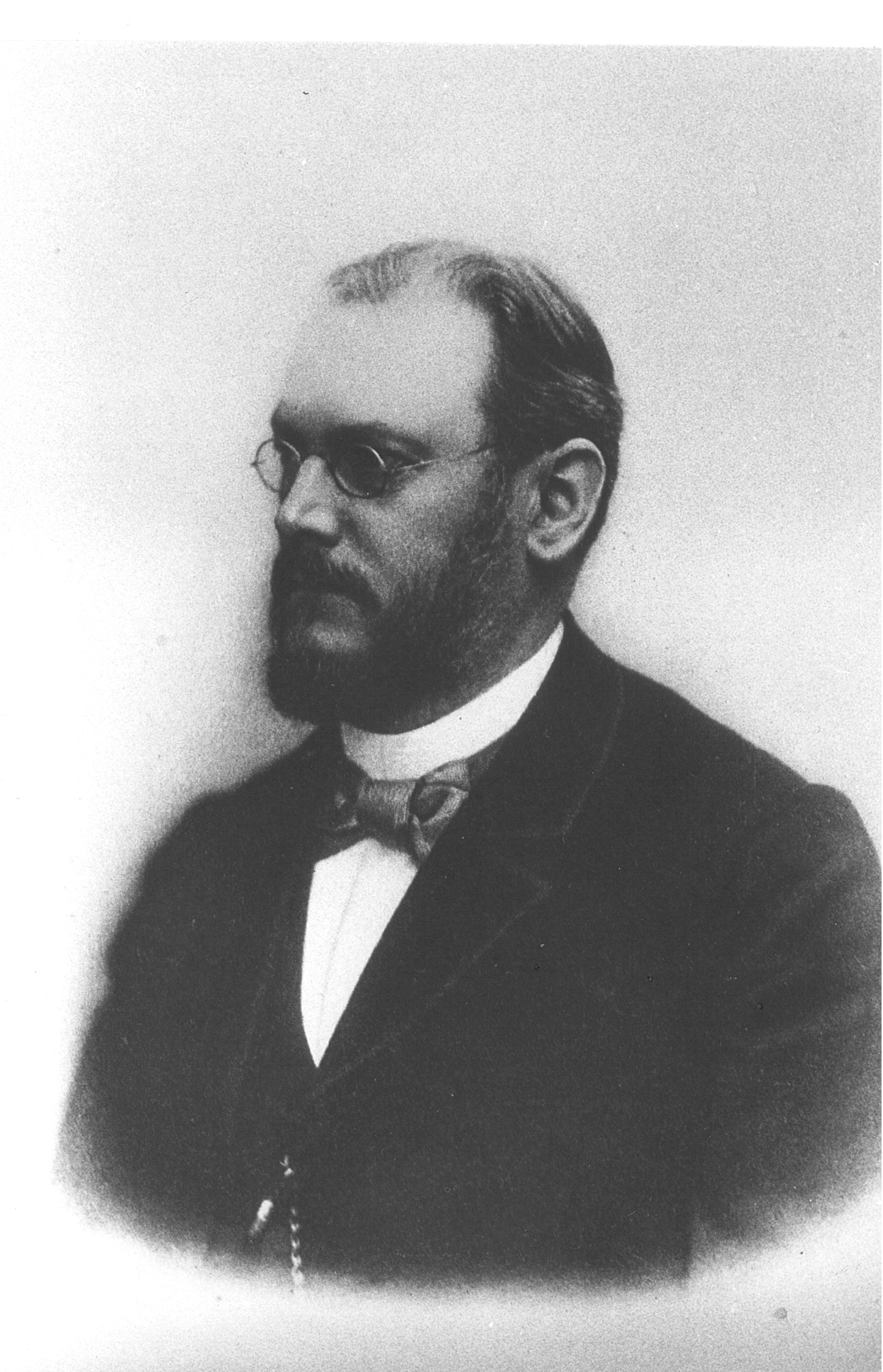
Ernst Becker († 1912)

- 1904: Eduard Hanslick, österreichischer Musikästhetiker und Musikkritiker
- 1905: Anton Ažbe, österreichischer Maler slowenischer Herkunft
- 1906: Mathilde von Bayern, deutsche Adelige, Prinzessin von Bayern
- 1906: George Marsden Waterhouse, Premierminister von South Australia und Neuseeland
- 1908: Antonio Starabba di Rudinì, italienischer Staatsmann
- 1909: Adalbert Merx, deutscher Theologe und Orientalist
- 1911: Florentino Ameghino, argentinischer Naturforscher und Zoologe, Paläontologe, Geologe und Anthropologe
- 1911: Hermann von Randow, deutscher General und Schriftsteller
- 1912: Ernst Becker, deutscher Astronom
- 1913: Reginald Lee, britischer Matrose, Ausguck auf der Titanic
- 1914: Ellen Wilson, US-amerikanische First Lady
- 1917: Richard McBride, kanadischer Politiker
- 1920: Remus von Woyrsch, deutscher Generalfeldmarschall
- 1922: Katharina Scheven, deutsche Kommunalpolitikerin
- 1925: Gregorio Ricci-Curbastro, italienischer Mathematiker

#### 1926–1950

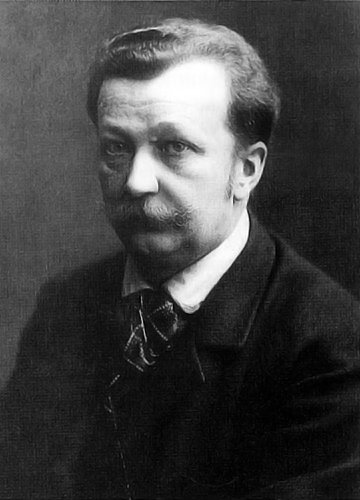
Felix Genzmer († 1929)

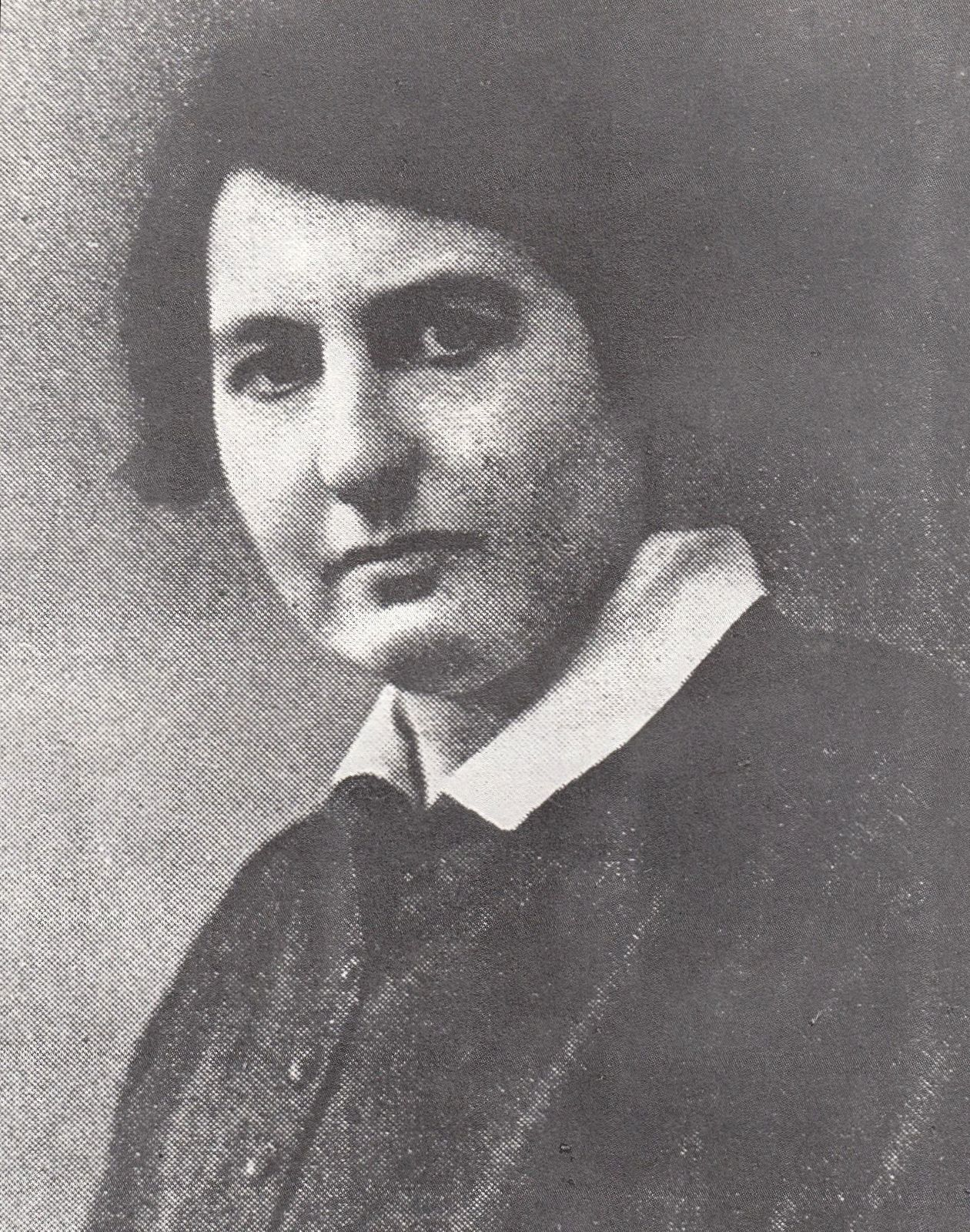
Stefania Wilczyńska († 1942)

Hans Gurner († 1943)

- 1929: Felix Genzmer, deutscher Baumeister und Architekt
- 1931: Bix Beiderbecke, US-amerikanischer Jazz-Musiker und Kornettist
- 1931: Armand Leclaire, kanadischer Schauspieler und Autor
- 1935: Karl Illner, österreichischer Pilot
- 1936: Willi Ostermann, deutscher Liedermacher und Karnevalist aus Köln
- 1937ː Annie Horniman, britische Dramaturgin, Theatermäzenin und Okkultistin
- 1937: Alfred Wilm, deutscher Chemiker und Metallurg
- 1938: Joseph W. Fifer, US-amerikanischer Politiker
- 1938: Warner Oland, schwedisch-US-amerikanischer Filmschauspieler
- 1942: Alfonso Castaldi, italienischer Komponist
- 1942: Paul Corder, britischer Komponist
- 1942ː Stefania Wilczyńska, polnisch-jüdische Lehrerin und Erzieherin, Opfer der Shoah
- 1943: Hans Gruner, deutscher Afrikaforscher und Kolonialbeamter in Togo
- 1943: Arthur Knautz, deutscher Feldhandballspieler
- 1944: Franciszek Brzeziński, polnischer Komponist und Musikkritiker
- 1944: Maria Grollmuß, sorbische Publizistin, Widerstandskämpferin gegen den Nationalsozialismus
- 1944: Dietrich Kraiss, deutscher General
- 1945: Friedrich Bollinger, Schweizer Fußballspieler
- 1945: Hiram Johnson, US-amerikanischer Politiker, Gouverneur von Kalifornien
- 1946: Tony Lazzeri, US-amerikanischer Baseballspieler
- 1946: Benny Lynch, schottischer Fliegengewichtsboxer
- 1948: Georg Talbot, deutscher Eisenbahningenieur und Fabrikant
- 1950: Gopinath Bordoloi, indischer Politiker

#### 1951–1975
- 1952: Richard Charles Mills, australischer Wirtschaftswissenschaftler

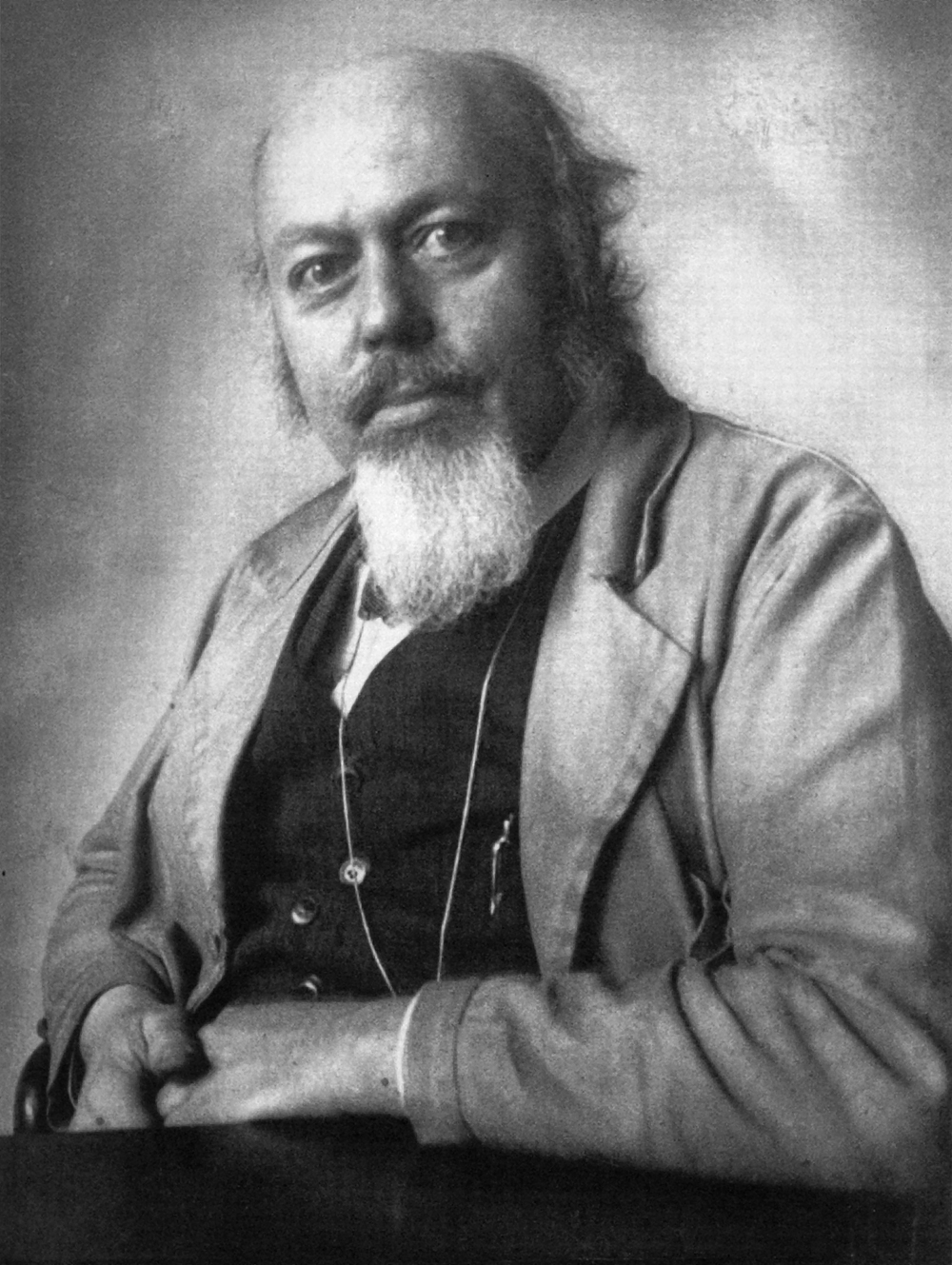
Dominikus Böhm († 1955)

- 1955: Dominikus Böhm, deutscher Architekt
- 1956: Oskar Pfister, Schweizer Pfarrer und Psychologe
- 1956: Johan Frans van Bemmelen, niederländischer Paläontologe und Zoologe
- 1958: Maurice Germot, französischer Tennisspieler
- 1959: Salman Schocken, deutsch-israelischer Verleger
- 1959: Preston Sturges, US-amerikanischer Drehbuchautor und Regisseur
- 1961: Jozef-Ernest Van Roey, Erzbischof von Mechelen und Kardinal
- 1962: George Duller, britischer Jockey und Automobilrennfahrer
- 1962: Maria Christina von Österreich-Teschen, österreichische Adelige
- 1963: Sophus Nielsen, dänischer Fußballspieler
- 1964: Cedric Hardwicke, britischer Schauspieler, Regisseur und Produzent
- 1964: Bernhard Winter, deutscher Maler
- 1965: Peter Ronnefeld, deutscher Komponist und Dirigent
- 1965: Everett Sloane, US-amerikanischer Schauspieler
- 1966: Cordwainer Smith, US-amerikanischer Psychologe und Schriftsteller
- 1967: Lajos Áprily, ungarischer Dichter und Übersetzer
- 1968: Giovanni Bracco, italienischer Automobilrennfahrer

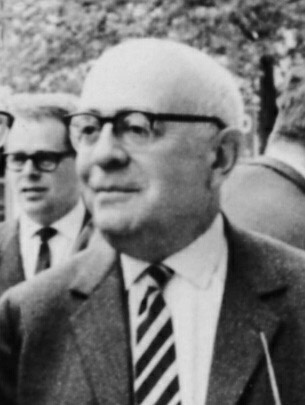
Theodor W. Adorno († 1969)

- 1969: Theodor W. Adorno, deutscher Philosoph, Soziologe, Musiktheoretiker und Komponist
- 1969: Gary Hemming, US-amerikanischer Bergsteiger
- 1970: Albert Aereboe, deutscher Maler
- 1970: Albin Kitzinger, deutscher Fußballspieler
- 1971: Fausto Cleva, US-amerikanischer Dirigent
- 1971: Günther Rittau, deutscher Kameramann und Regisseur
- 1972: Hugo Hantsch, österreichischer Benediktiner, Universitätsprofessor und Historiker
- 1973: Fulgencio Batista, kubanischer Staatspräsident und Diktator
- 1973: Memphis Minnie, US-amerikanische Bluesmusikerin
- 1974: Gene Ammons, US-amerikanischer Tenorsaxophonist
- 1975: Gérard Favere, belgischer Komponist und Dirigent

#### 1976–2000
- 1976: William Mervyn, britischer Schauspieler

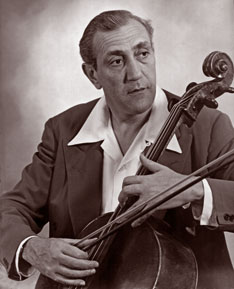
Gregor Piatigorsky († 1976)

- 1976: Gregor Piatigorsky, US-amerikanischer Cellist ukrainischer Herkunft
- 1976: Andreas Rohracher, österreichischer Geistlicher, Erzbischof von Salzburg
- 1977: Alexander Bustamante, jamaikanischer Premierminister
- 1978ː Gertrud Kille, deutsche Kugelstoßerin und Fünfkämpferin
- 1978: Paul VI., Papst
- 1979: Feodor Lynen, deutscher Biochemiker, Nobelpreisträger
- 1981: Mario Abbate, italienischer Sänger und Schauspieler
- 1983: Klaus Nomi, deutscher Countertenor und Popsänger
- 1983: Vico Rigassi, Schweizer Journalist und Sportreporter
- 1984: Fernand Tavano, französischer Automobilrennfahrer
- 1985: William Anstruther-Gray, Baron Kilmany, britischer Politiker
- 1985: Forbes Burnham, guyanischer Politiker, Staatspräsident
- 1986: Theodor Grill, österreichischer Kommunalpolitiker, Bürgermeister von Linz
- 1986: Manfred Hausmann, deutscher Schriftsteller
- 1986: Simone Plé-Caussade, französische Komponistin, Pianistin und Musikpädagogin
- 1988: Johannes Cornelis Anceaux, niederländischer Orientalist und Philologe

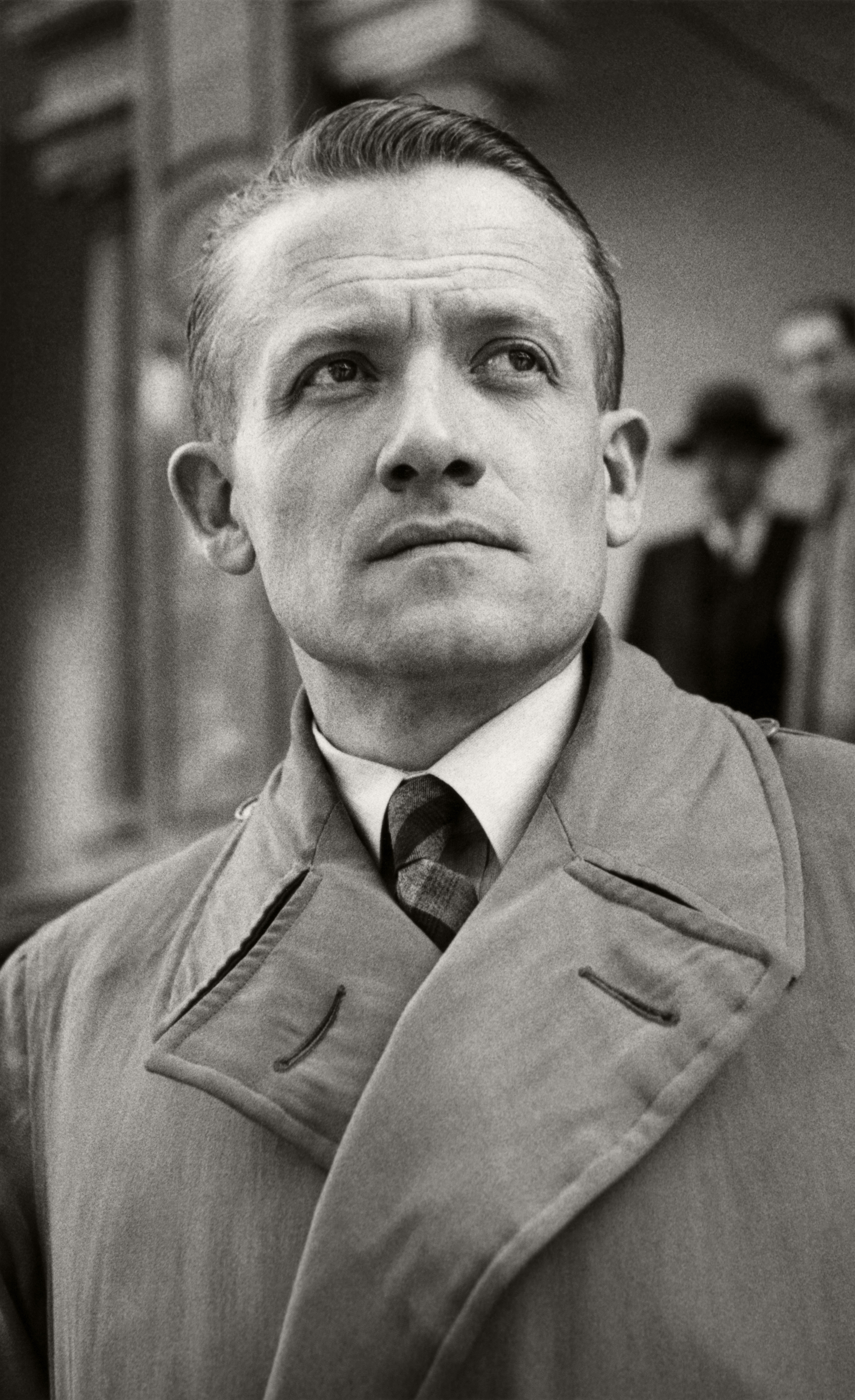
Henri Frenay († 1988)

- 1988: Henri Frenay, französischer Politiker, Mitglied der Résistance
- 1988: Anatoli Semjonowitsch Lewtschenko, sowjetischer Kosmonaut
- 1988: Francis Ponge, französischer Lyriker und Essayist
- 1990: Gordon Bunshaft, US-amerikanischer Architekt
- 1990: Wolfgang Queisner, deutscher Brigadegeneral
- 1990: Jacques Soustelle, französischer Ethnologe und Politiker
- 1991: Schapur Bachtiar, iranischer Politiker, Ministerpräsident
- 1991: Max Rostal, deutscher Violinist
- 1992: Heinrich Eckstein, deutscher Politiker, MdB
- 1992: Kay Sabban, deutscher Schauspieler
- 1993: Bob Kiesel, US-amerikanischer Leichtathlet, Olympiasieger
- 1994: Harald Hauser, deutscher Politiker und Schriftsteller
- 1994: Domenico Modugno, italienischer Sänger und Songwriter
- 1995: André Fleury, französischer Komponist und Pianist, Organist und Musikpädagoge
- 1995: George Svendsen, US-amerikanischer American-Football-Spieler
- 1995: Walter Werner, deutscher Schriftsteller
- 1996: Bud Svendsen, US-amerikanischer American-Football-Spieler
- 1997: Jürgen Kuczynski, deutscher Historiker und Wirtschaftswissenschaftler in der DDR
- 1998: Leo Aario, finnischer Geograph und Geologe
- 1998: André Weil, französischer Mathematiker
- 1999: Hermann Blei, deutscher Strafrechtswissenschaftler
- 2000: Joan Trimble, irische Komponistin

### 21. Jahrhundert
- 2001: Jorge Amado, brasilianischer Schriftsteller
- 2001: Daniel Eggers, deutscher rechtsextremer Liedermacher
- 2001: Wilhelm Mohnke, deutscher General der SS und Waffen-SS
- 2002: Jim Crawford, britischer Automobilrennfahrer
- 2002: Edsger W. Dijkstra, niederländischer Computerpionier
- 2002: Michail Prodan, rumänisch-österreichisch-deutscher Forstwissenschaftler
- 2003: Wilhelm Schneemelcher, deutscher Theologe und Kirchenhistoriker
- 2004: Rick James, US-amerikanischer Musiker
- 2005: Vizma Belševica, lettische Schriftstellerin

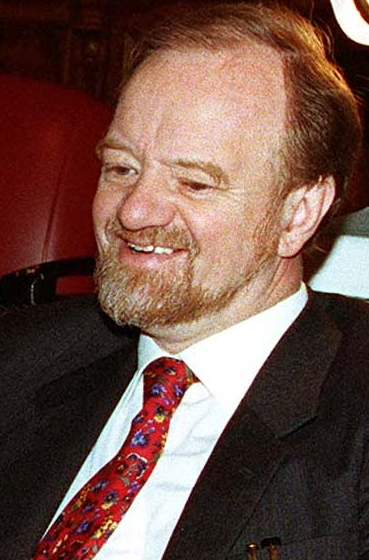
Robin Cook († 2005)

- 2005: Robin Cook, britischer Politiker, Außenminister
- 2005: Ibrahim Ferrer, kubanischer Musiker
- 2005: James Wilson, britisch-irischer Komponist
- 2006: Ernst Hiesmayr, österreichischer Architekt
- 2006: Fritz Rahmann, deutscher Künstler
- 2006: Dieter Seidenkranz, deutscher Kraftsportler und Schauspieler
- 2007: Heinz Barth, deutscher Offizier der Waffen-SS, Kriegsverbrecher
- 2007: Teizō Matsumura, japanischer Komponist
- 2008: Simon Gray, britischer Dramatiker
- 2009: Willy DeVille, US-amerikanischer Rock- und Bluesmusiker

- 2009: John Hughes, US-amerikanischer Filmregisseur, -produzent und Drehbuchautor
- 2009: Björn Walden, schwedischer Rennrodler und Sportfunktionär
- 2010: Fredrik Ericsson, schwedischer Bergsteiger und Extremskifahrer
- 2010: Tony Judt, britischer Historiker und Autor
- 2011: Kuno Klötzer, deutscher Fußballspieler und -trainer
- 2011: Rudolf Rohlinger, deutscher Fernsehjournalist und -moderator
- 2012: Marvin Hamlisch, US-amerikanischer Komponist
- 2012: Bernard Lovell, britischer Astronom
- 2013: Dino Ballacci, italienischer Fußballspieler und -trainer
- 2013: Lidia Korsakówna, polnische Schauspielerin
- 2014: Ralph Bryans, britischer Motorradrennfahrer
- 2014: Andrei Alexejewitsch Stenin, russischer Journalist und Fotokorrespondent
- 2015: Kurt Finker, deutscher Historiker
- 2015: Ulla Lindkvist, schwedische Orientierungsläuferin
- 2016: Philip Bialowitz, US-amerikanisch-polnischer Holocaust-Überlebender
- 2016: Jack Sears, britischer Automobilrennfahrer
- 2016: Jan Wilsgaard, norwegischer Fahrzeugdesigner

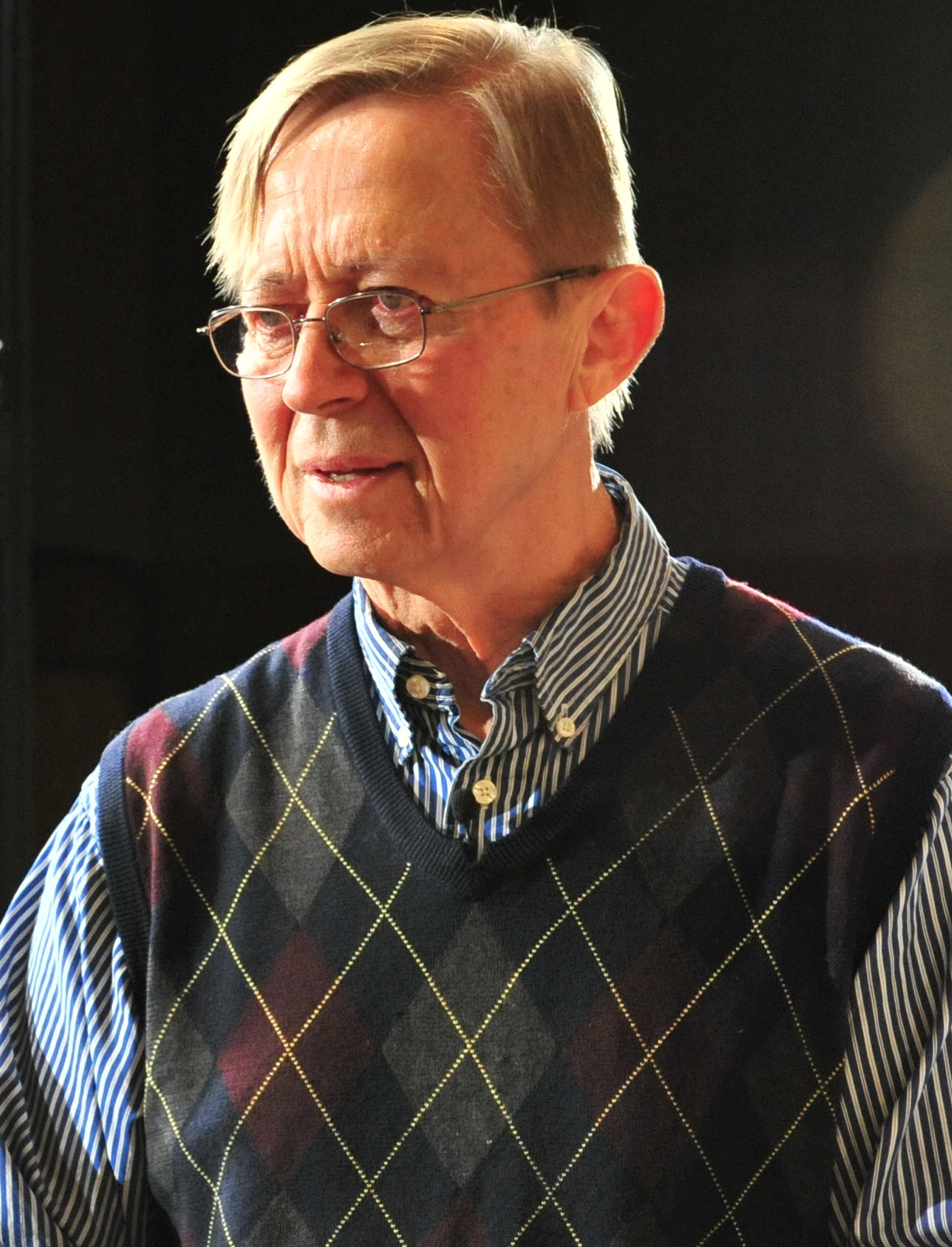
David Maslanka († 2017)

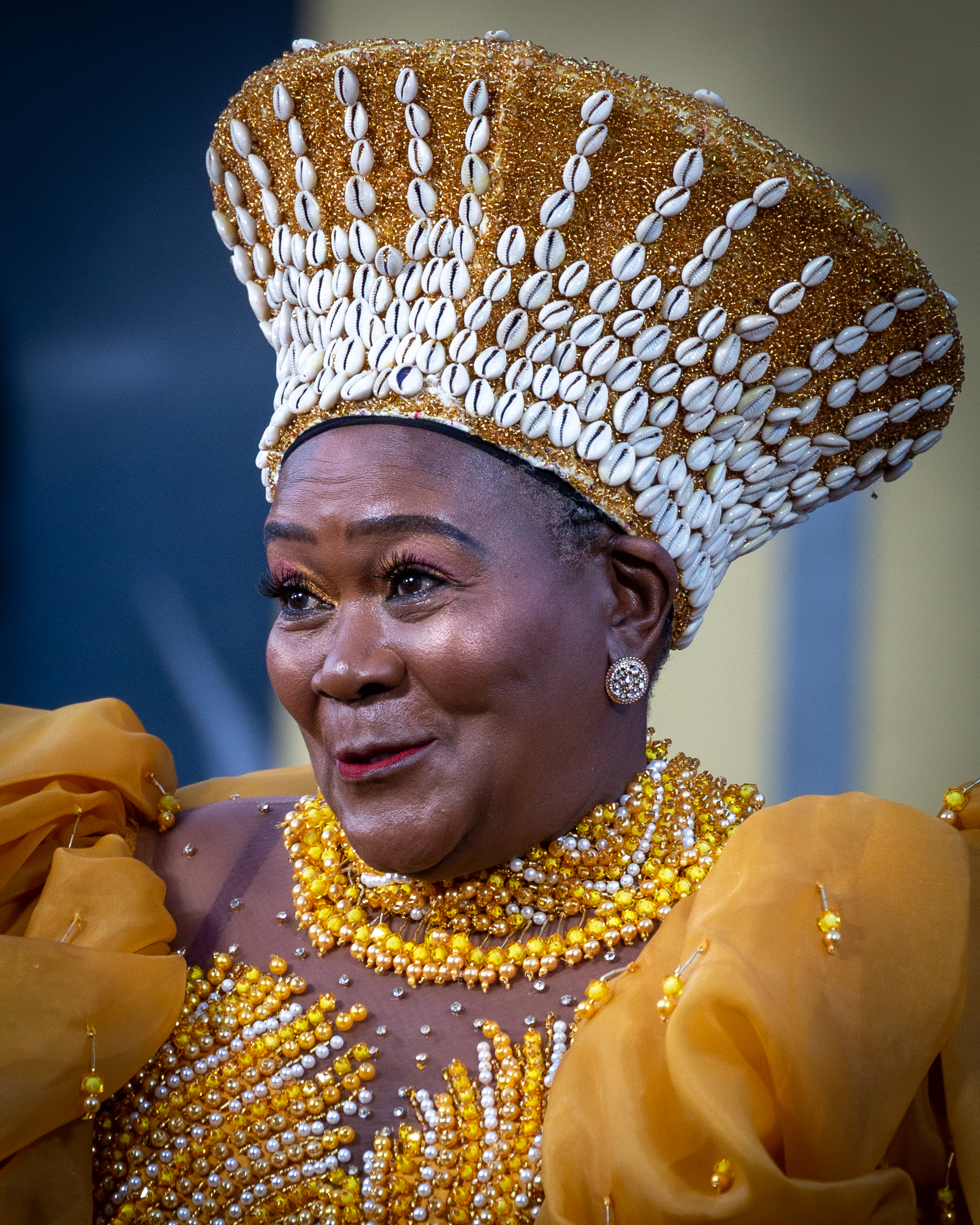
Connie Chiume († 2024)

- 2017: David Maslanka, US-amerikanischer Komponist
- 2017: Martin Roth, deutscher Kulturwissenschaftler
- 2018: Craig Fisher, kanadischer Automobilrennfahrer
- 2018: Christian Habicht, deutscher Althistoriker und Epigraphiker
- 2019: Steve Parr, englischer Fußballspieler
- 2019: Sushma Swaraj, indische Politikerin
- 2020: Maria Geroldine Dörpinghaus, deutsche Ordensfrau, Kunstpädagogin und Malerin
- 2020: Annette Kammertöns, deutsche Politikwissenschaftlerin
- 2021: Christian Dumont, französischer Biathlet
- 2021: Jewhen Sotnykow, ukrainischer Judoka
- 2022: Lothar Knessl, österreichischer Musikjournalist, Komponist und Kurator
- 2022: John Mulhall, britischer Turner
- 2022: Erich Schönbächler, Schweizer Biathlet
- 2022: Joaquim de Jesus Vieira, portugiesischer Ringer
- 2024ː Connie Chiume, südafrikanische Filmschauspielerin
- 2024ː Monique Jacot, Schweizer Fotografin und Künstlerin
- 2025ː Annette Fleischer-Peters, deutsche Kieferorthopädin, Hochschullehrerin

## Feier- und Gedenktage
- Kirchliche Gedenktage
  - Verklärung des Herrn (anglikanisch, katholisch, orthodox, evangelisch: ELCA, LCMS)
  - Salzburger Exulanten, österreichische Vertriebene (evangelisch)

- Namenstage
  - Gilbert, Hermann

- Staatliche Feier- und Gedenktage
  - Bolivien, Unabhängigkeit von Spanien (1825)
  - Jamaika, Unabhängigkeit von Großbritannien (1962)
  - Japan, Friedenszeremonie von Hiroshima

Weitere Einträge enthält die Liste von Gedenk- und Aktionstagen.